# Französische Münzgeschichte
Die französische Münzgeschichte, von ihrem Beginn mit keltischen Münzen bis heute, ist ein wesentlicher Teil der französischen Geldgeschichte, die über die Münzen hinaus auch das Papiergeld und das bargeldlose Geldwesen umfasst.

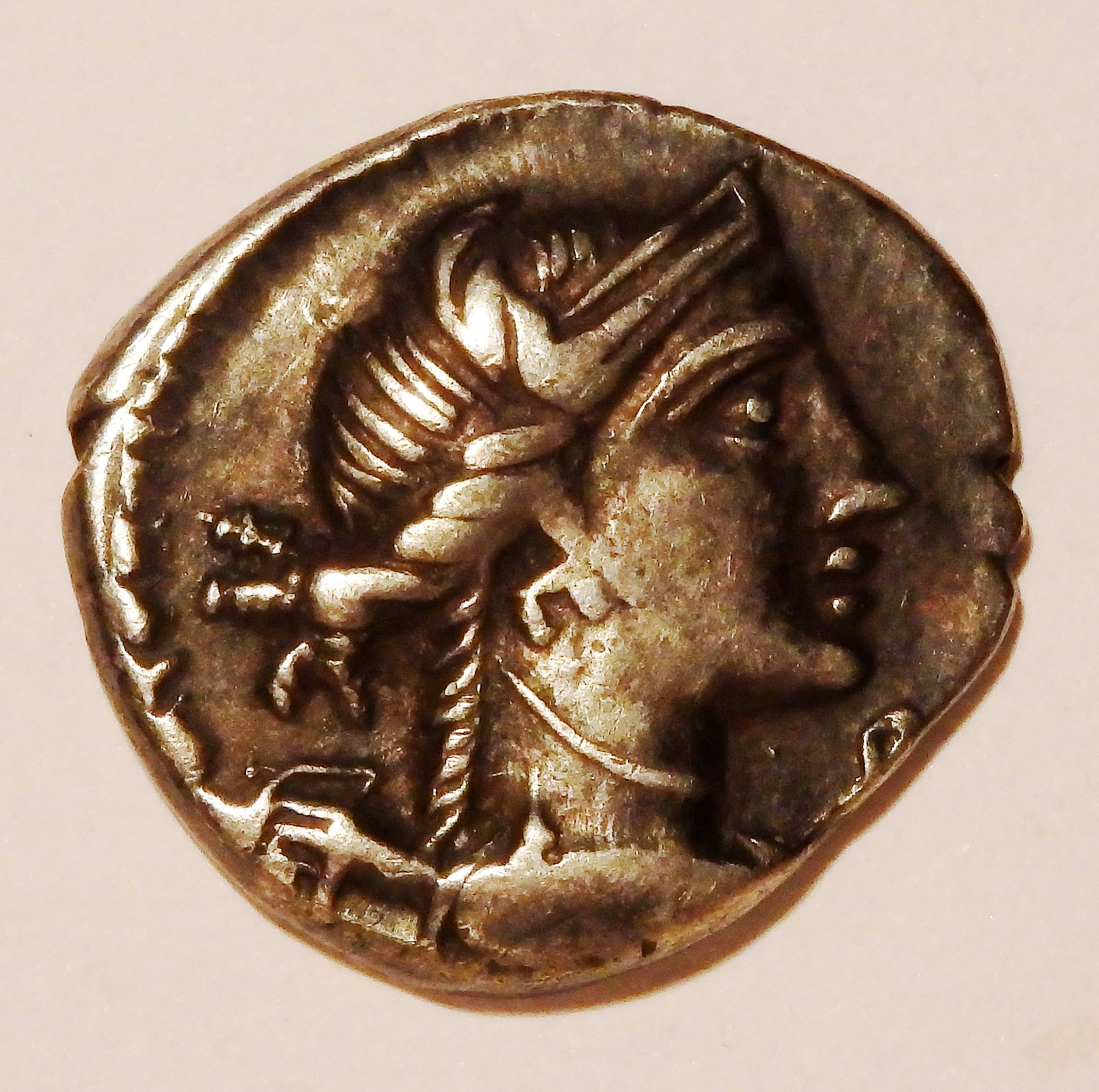
Drachme aus Massalia, Kopf der Artemis, nach 200 v. Chr. geprägt
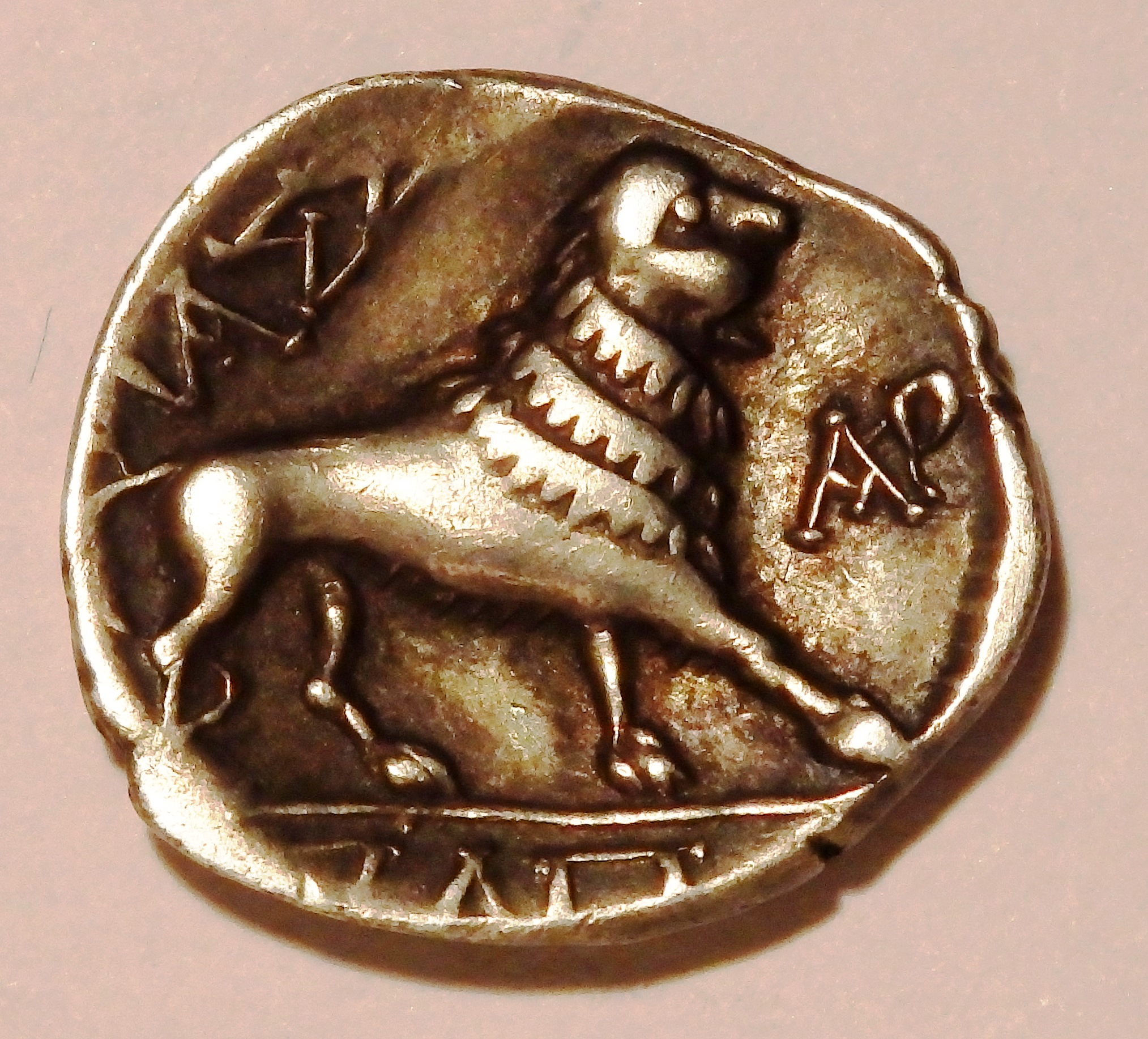
Rückseite der Drachme, Löwe und Schrift
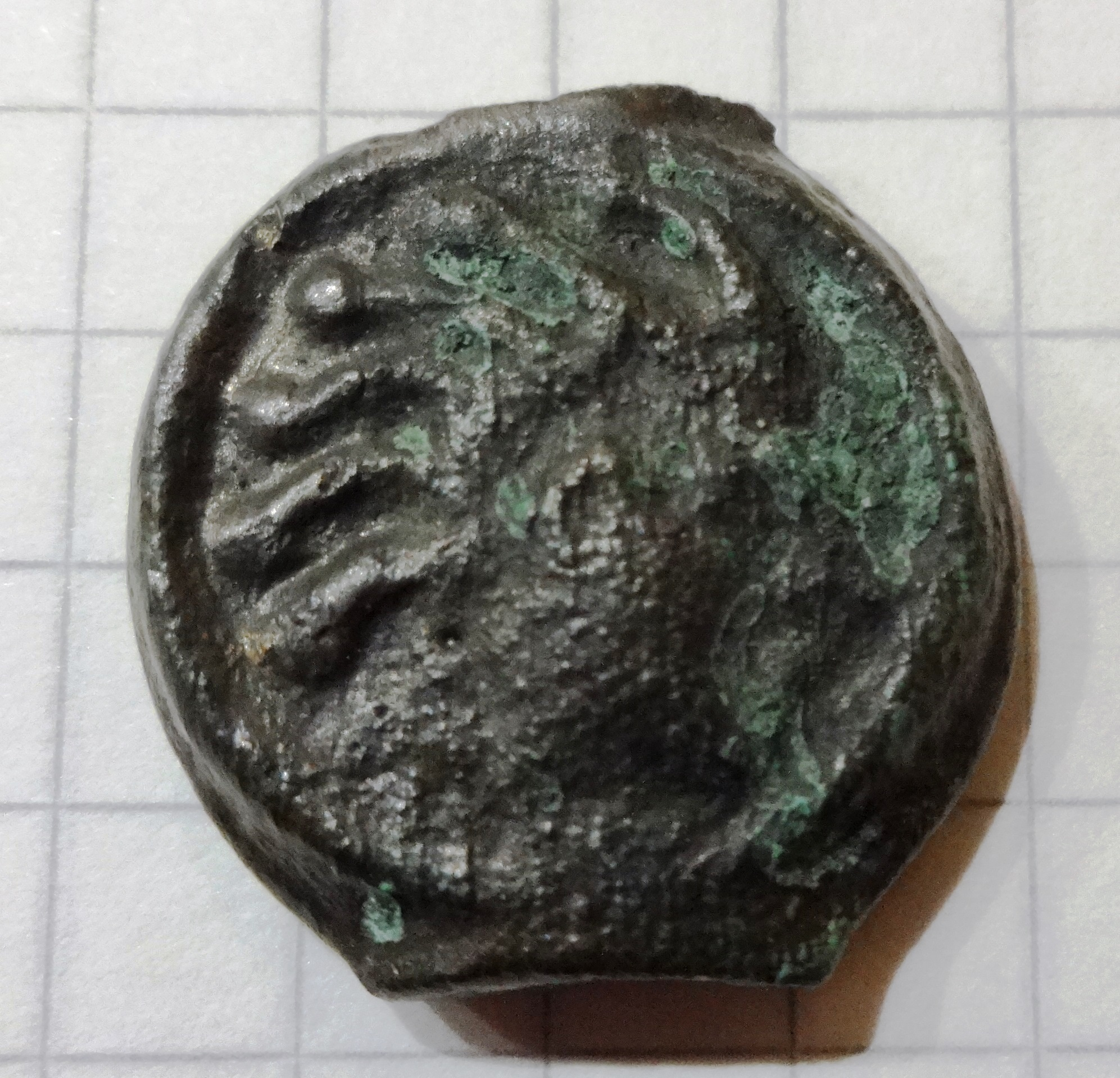
Potinmünze der Senonen, Kopfseite, ca. 50 v. Chr.
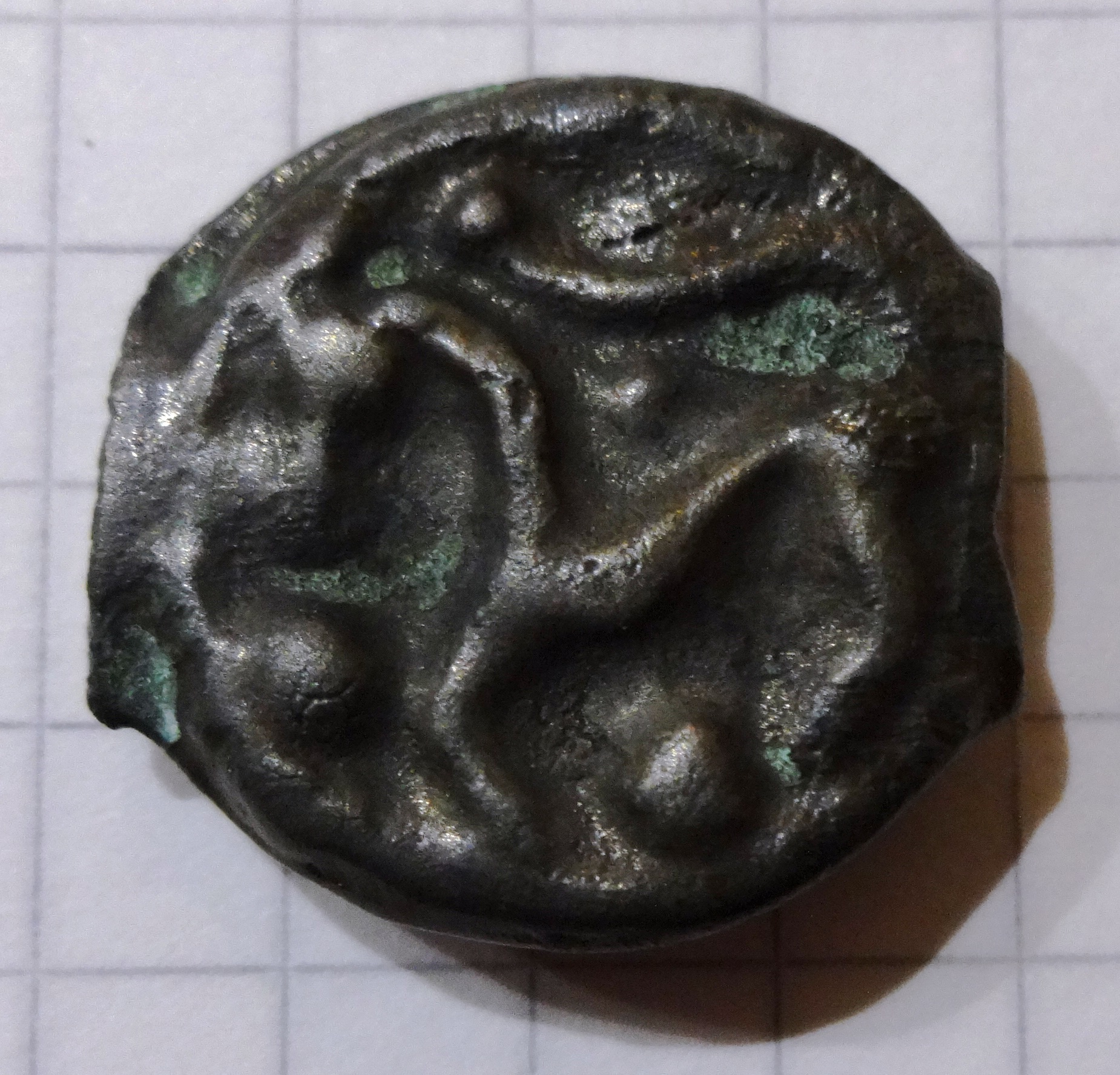
Potinmünze der Senonen, Rückseite mit Pferd, ca. 50 v. Chr.

## Antike

### Griechisch/keltisch
Keltische Prägungen wurden seit ca. 150 v. Chr. nicht nur in Gallien, sondern auch in Britannien, bei den Iberokelten, am Rhein und im südlichen Mitteleuropa, dort vor allem im Donaugebiet, hergestellt. Ab ca. 600 v. Chr. gab es auch griechische Siedlungsgebiete an der Südküste des heutigen Frankreichs. Die Münzprägung der griechischen Kolonie Massalia, dem heutigen Marseille, folgte griechischen Gestaltungsgrundsätzen, ohne eine stilistische Modifikationen, wie mehr oder minder starke Abstrahierungen der griechischen Vorbilder, wie es bei den keltischen Prägungen typisch war.
Gallien gehörte somit zu den wenigen Gebieten, die schon vor der römischen Besetzung eigene Münzsysteme besaßen. Diese vorrömischen Münzsysteme endeten durch die römische Besetzung unter dem Befehl von Julius Cäsar und die anschließende Romanisierung.

### Römische Zeit

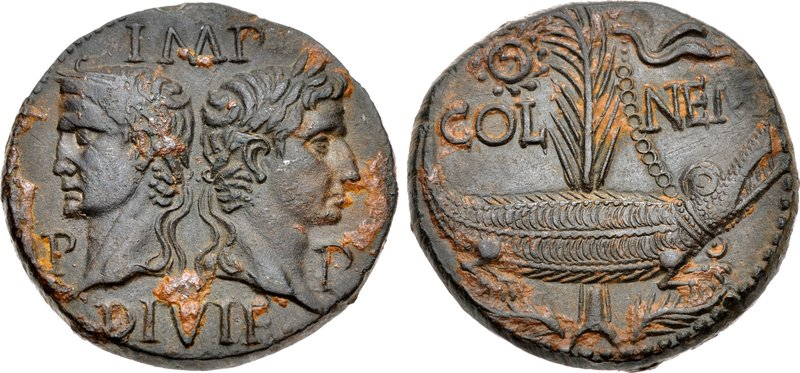
As aus Nemausus

In den römischen Kolonien prägten Antipolis, Nemausus, das heutige Nîmes, Vienne und Lugdunum Münzen. Das an Ketten gefesselte Krokodil auf Assen von Nemausus ist auch heute noch das Stadtwappen von Nîmes. Anders als für die römische Provinz Ägypten, für die ein eigenständiges Münzsystem geschaffen wurde (Alexandrinische Münzen), waren die römischen Provinzen in Gallien (Narbonensis, Aquitania, Lugdunensis und Belgica) in das reichsrömische Münzwesen integriert. Die Münzstätten in Lugdunum und Arelate (das heutige Arles) prägten deshalb Münzen, die sich mit Ausnahme der Hinweise auf die Münzstätten (zum Beispiel LVG und LVGN für Lugdunum oder ARLA und ARLP für Arelate) nicht von den Münzen anderer Münzstätten des römischen Reichs unterschieden.

## Mittelalter

### Frühmittelalter
Die sogenannten pseudoimperiale Prägungen der Germanenreiche, so der Burgunden und Merowinger waren Nachahmungen spätrömischer und byzantinischer Münzen. Theudebert I. von Austrasien (534 bis 548) war dann der erste der Solidi in eigenen Namen prägen ließ. Außerhalb seines Herrschaftsbereichs wurden diese aber nicht anerkannt. Nach 550 wurden, anders als in Byzanz, im Westen kaum noch Solidi geprägt. Eine wichtige Ausnahme war Marseille, das für seinen Osthandel auf Solidi als etablierte Fernhandelsmünzen nicht verzichten wollte. Neben der einen Hauptgruppe von merowingischen Münzen, die im Raum Paris und Orleans, mit Ausläufern in Richtung Seine und Loire verwendet wurden, gab es eine zweite Hauptgruppe merowingischer Münzen, die von Marseille in Richtung Rhone Richtung Chalon, Rhein und Mosel in Gebrauch waren. Die Bedeutung Marseilles hielt bis zur arabischen Eroberung Nordafrikas und dem damit verbundenen Rückgang des fränkischen Mittelmeerhandels an.

#### Merowinger
Die Nachfolger Chlodwigs prägten zunächst Kupfermünzen. Erst Theuderich I. (reg. 511 bis 533) ließ dann für Austrasien auch Silbermünzen herstellen. Goldmünzen wurden im Früh- und Hochmittelalter in Mittel- und Nordeuropa nur selten geschlagen, während das Byzantinische Münzwesen weiter vor allem auf Gold gründete. Speziell für das Münzwesen der Merowinger wird ein Goldmangel vermutet, der dazu führte, dass um 680 ein größeres Geldvolumen auf Silber- statt auf Goldmünzen beruhte.
Das fränkische Münzwesen wurde durch die eigenmächtige Aneignung des Münzrechts durch merowingische Teilfürsten und die Bischöfe früh fragmentiert. Am längsten hielt sich das königliche Münzregal noch in Marseille. Die Aneignung des Rechts zu münzen, vollzog sich nicht nur im Tatsächlichen. Mit der Nennung des Namens des Bischofs, wahrscheinlich in ihrer Eigenschaft als weltliche Herrscher fränkischer Teilgebiete, wurde diese Aneignung auch unverhohlen nach außen demonstriert. Im Laufe des 7. Jahrhunderts trugen die Münzen schließlich nur noch den Namen der Münzherren oder der Münzmeister und nicht mehr des Königs. Dabei konnte es sich um Hofbeamte, Kirchen, Bischöfe, Großgrundbesitzer oder Goldschmiede handeln. Der Hauptzweck der Münzen dieser Zeit wird in der Steuererhebung vermutet. Bei den rund 1000 Münzstätten handelte es sich um Königspfalzen, Festungen, größere Städte, Häfen, Zollstätten und Abteien. Nach anderen Quellen soll allein die Zahl der Münzer die den Tremissis prägten, über 1400 gelegen haben.
Im 7. Jahrhundert wurde dann eine Silbermünze, der denier, der sich aus dem Denar entwickelt hatte, die Grundlage für einen immer noch bescheidenen Zahlungsverkehr.

#### Karolinger
Pippin der Jüngere (751 bis 768) leitete schon ab 755 eine Münzreform ein, auf die Karl der Große später aufbauen sollte. Pippin verbot anonyme Prägungen und schrieb vor, dass Münzen wieder den Namen oder zumindest die Initiale des Königs tragen müssen. Die Münzen wurden nun großflächiger ausgeprägt, wurden aber dünner, da ihr Gewichtsstandard unverändert blieb. Nach dieser ersten karolingischen Münzreform folgte um die Jahre 793/794 die große karolingische Münzreform. Karl der Große vollendete die Reform seines Vorgängers Pippin, indem er einen einheitlichen Münztyp festlegt (Karolingisches Münzsystem), nachdem es bei Pippin noch örtliche Varianten gegeben hat. Die Denare dieser reinen Silberwährung zeigen auf dem Avers das Kreuz, umgeben vom Königsnamen als Umschrift und auf dem Revers das Karolusmonogramm. Dieser Denar wurde für lange Zeit der vorherrschende Münztyp in Europa. Denare mit dem Porträt Karls wurden im Jahr 805 geprägt und waren nicht häufig.
Die Besonderheit von Karls Münzreform lag in seiner Machtfülle, die es ihm erlaubte, die Reform auch in allen Münzstätten seines Reichs durchzusetzen. Sie wurde erleichtert durch einen Zufluss an Silber im 8. und 9. Jahrhundert, dessen Quellen nicht voll bekannt sind. Teilweise werden es die Silberminen in Spanien und in Melle gewesen sein, was die gestiegene Gesamtsilbermenge aber nicht erklärt. Zwei Münzen mit den Legenden Metall German und Ex Metallo Novo deuten auf neue Silberquellen aus dem Osten des Karolingerreichs hin.
Karls Sohn, Ludwig der Fromme, ließ auch wieder Goldsolidi prägen, hauptsächlich aber Silberdenare und das in großen Mengen. Ab 822/823 waren die Christiana-Religio-Denare der vorherrschende Münztyp.

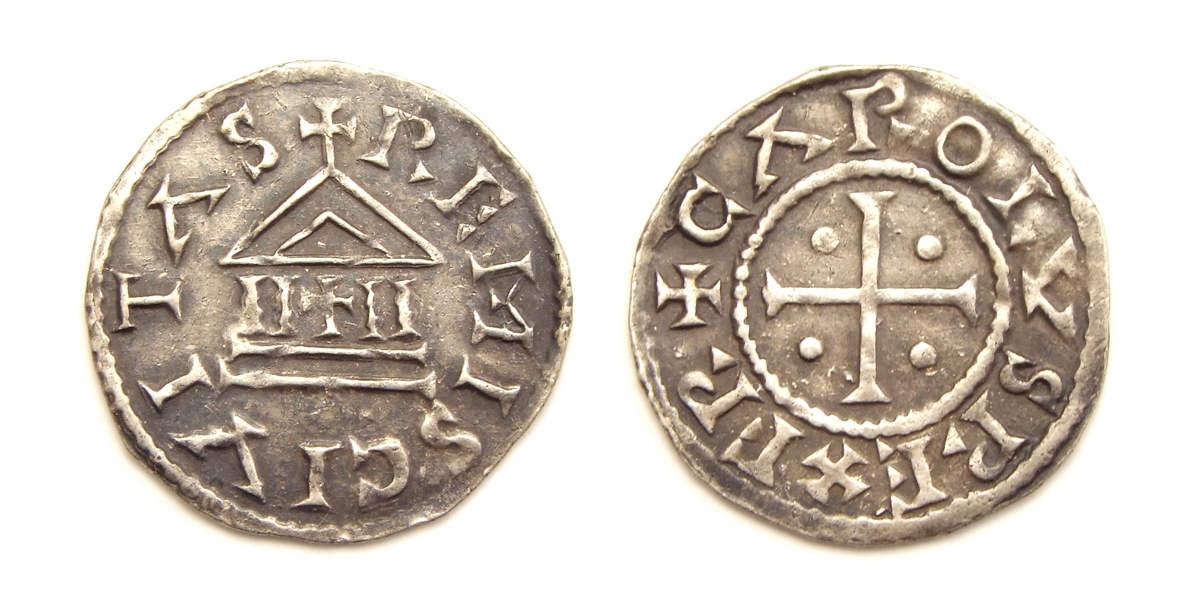
Denar Karls des Kahlen

Eine Modifikation der Karolingisches Münzordnung nahm Karl der Kahle durch ein im Jahr 864 erlassendes Münzgesetz, das Edikt von Pitre (Edictum Pistense) vor. In ihm wurde erstmals im mittelalterlichen Europa abstrakt festgelegt, welche Eigenschaften Münzen haben mussten, um als offizielle Zahlungsmittel umlauffähig zu sein. Konkret wurde festgelegt, dass der Denar nun mit der Umschrift GRATIA DIE REX geprägt wurde. Dieses Edikt wurde zunächst noch im ganzen Reich befolgt, bis Ende des 9. Jahrhunderts dann einige Feudalherren wieder Münzen prägten, die von den königlichen Vorgaben abwichen und im 10. Jahrhundert gelegentlich auch den Königsnamen wegließen, ohne dass dies hätte verhindert werden können. So lag das Münzregal ab dem Ende des 10. Jahrhunderts wieder in der Hand der Grafen. Der Name des Königs wird auf diese Münzen kaum noch geprägt. Neue Münzstätten wurden auch an den Standorten großer Handelsmessen gegründet.

Frankenreich im Jahr 843

### Hochmittelalter

Frankreich im Jahr 1030

#### Fotogalerie französischer Münzen des Hochmittelalters

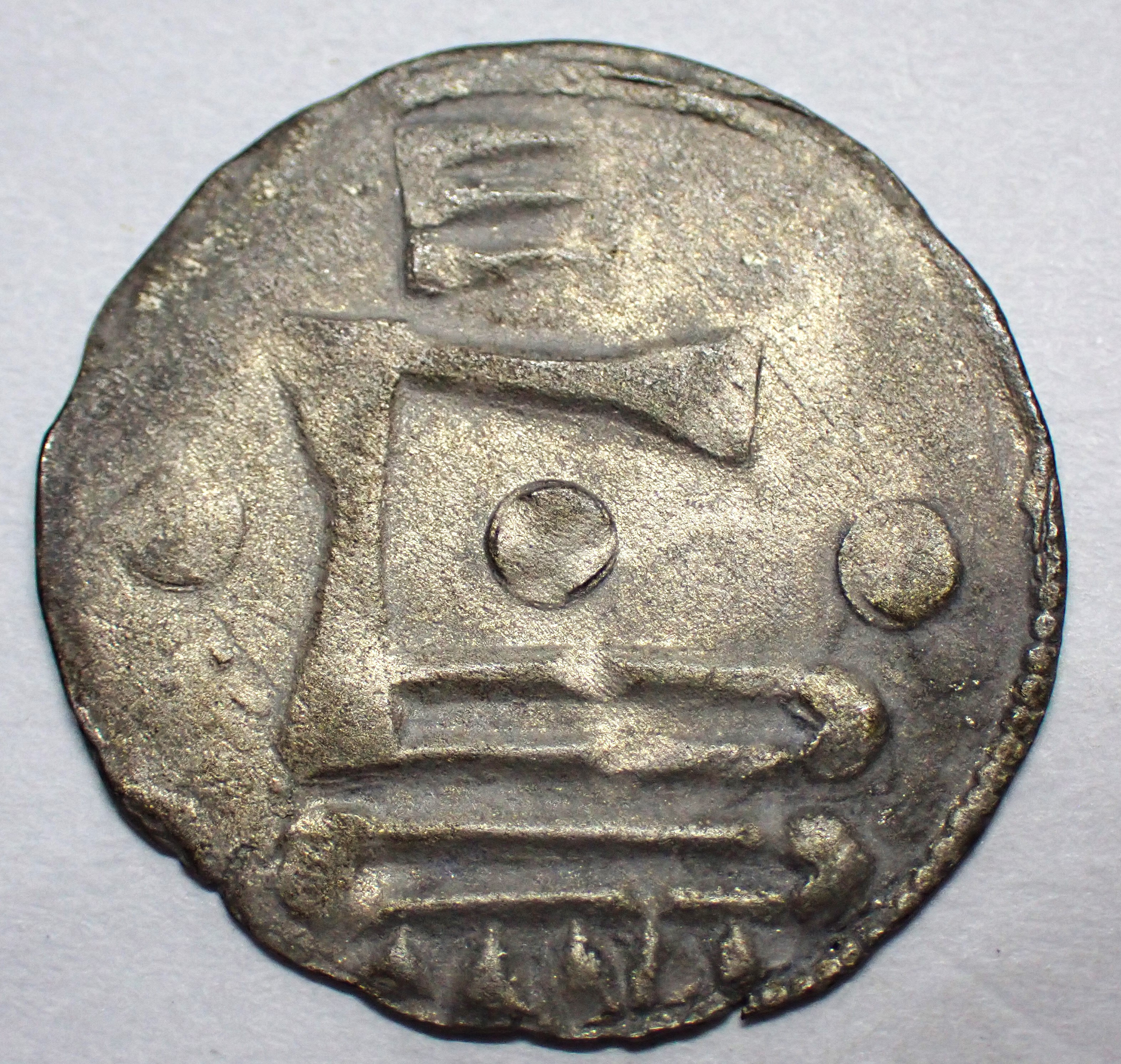
Denar aus Chartres, Eudes I. (980–1000)
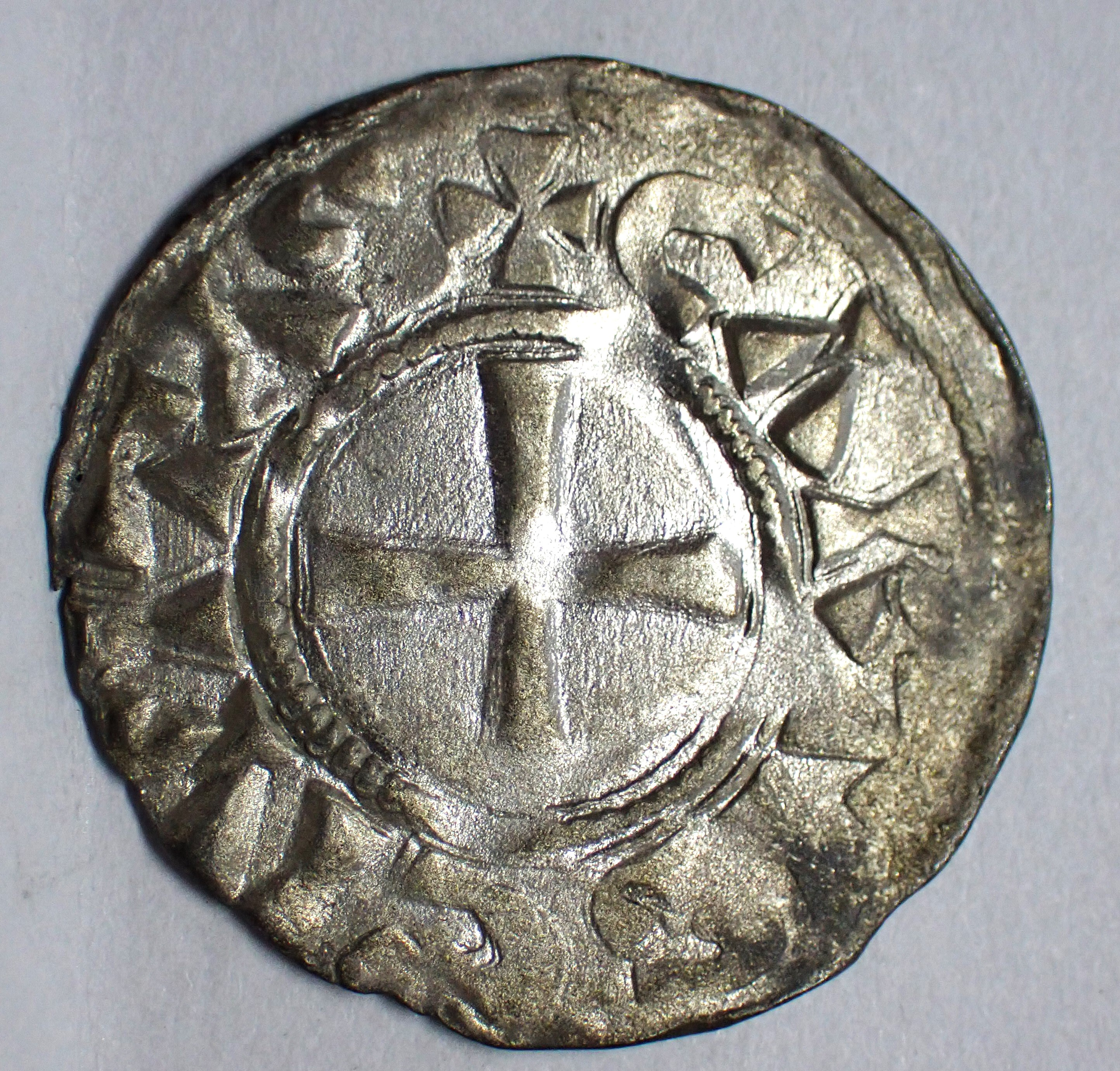
Denar aus Chartres, Eudes I. (980–1000)
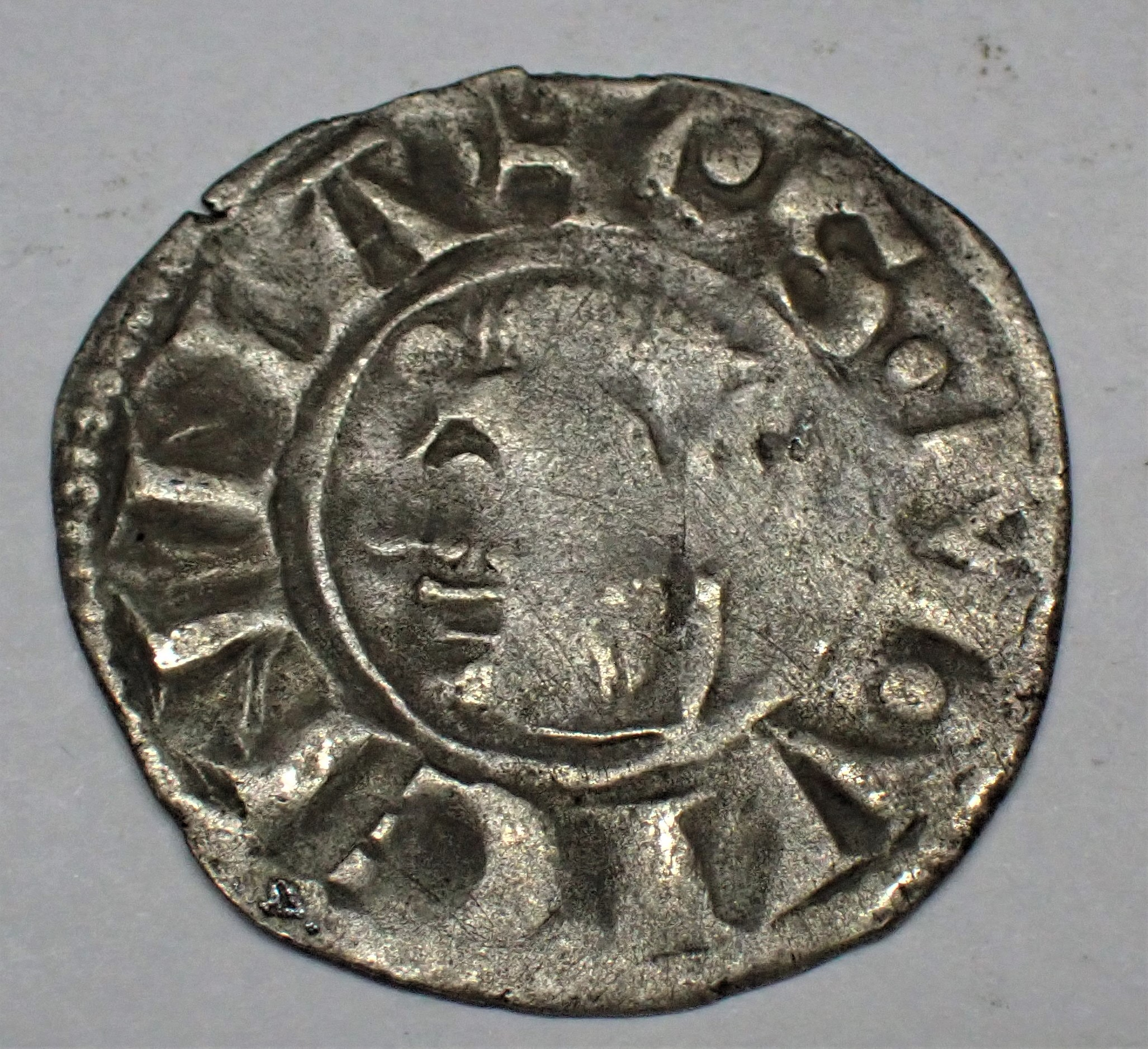
Obol aus Vienne, Porträt des Heiligen Maurice, 11.–12. Jahrhundert
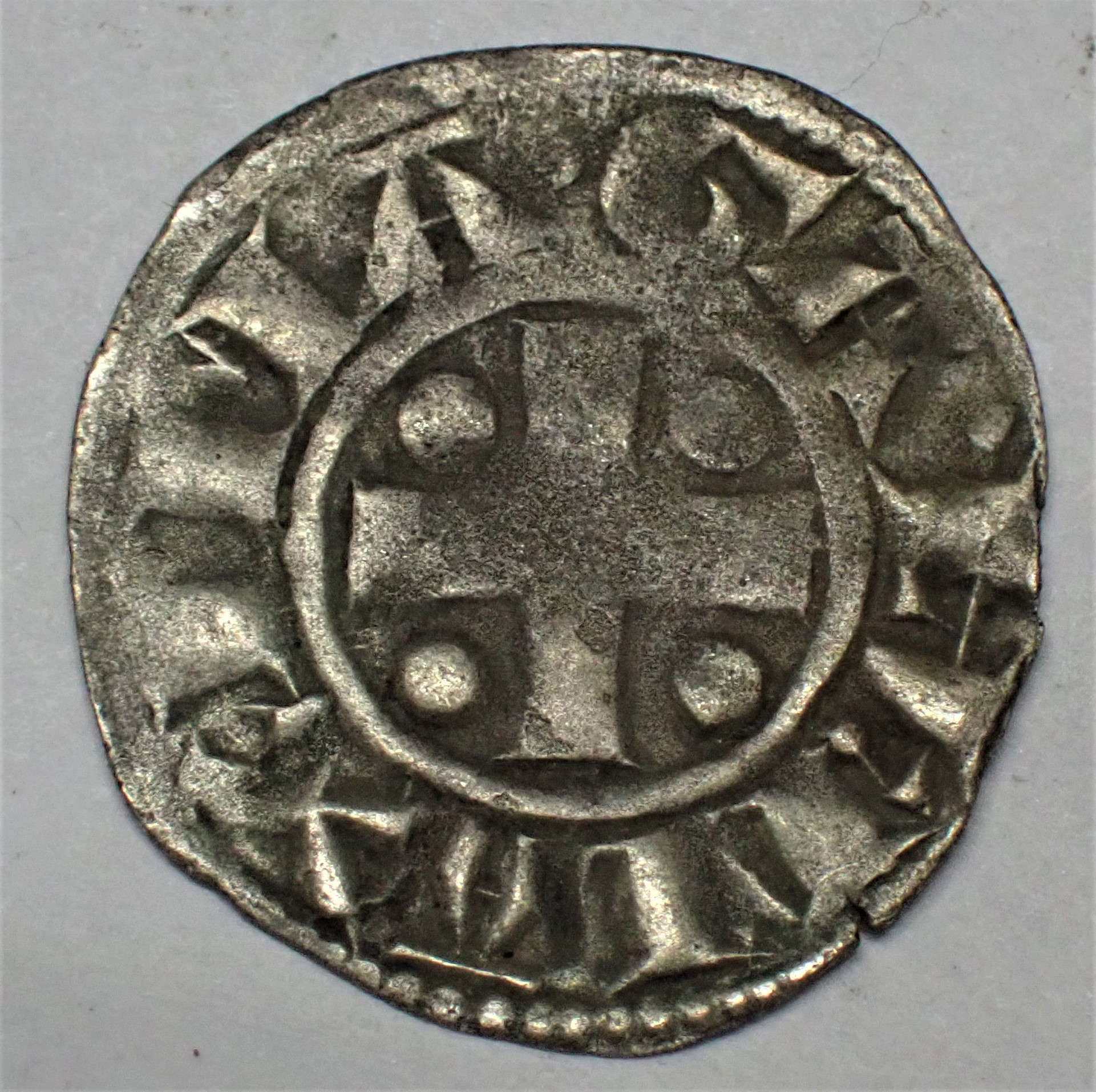
Obol aus Vienne, Revers
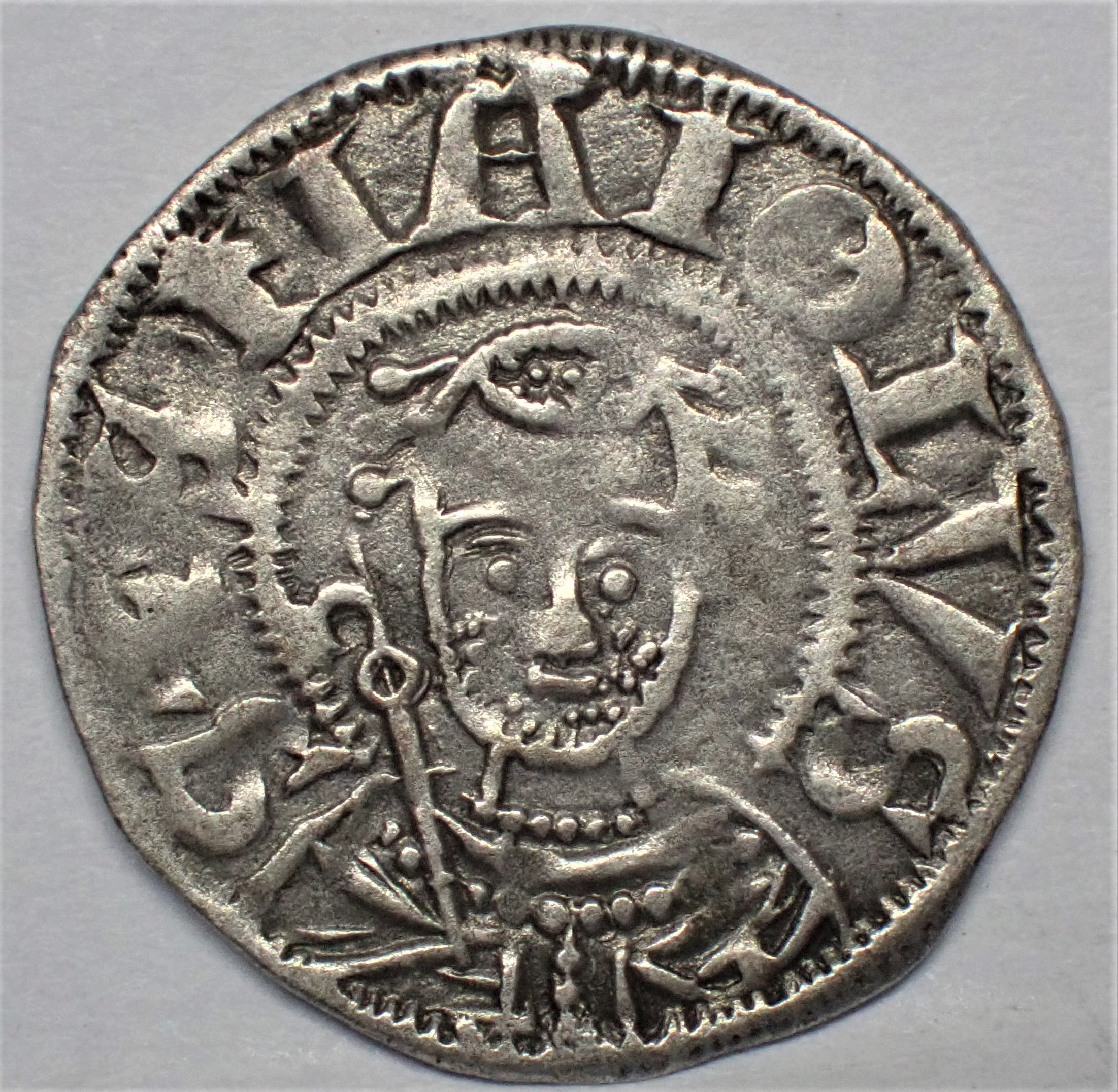
Denar aus Souvigny, 2. Hälfte des 12. Jahrhunderts, Porträt des heiligen Mayeul
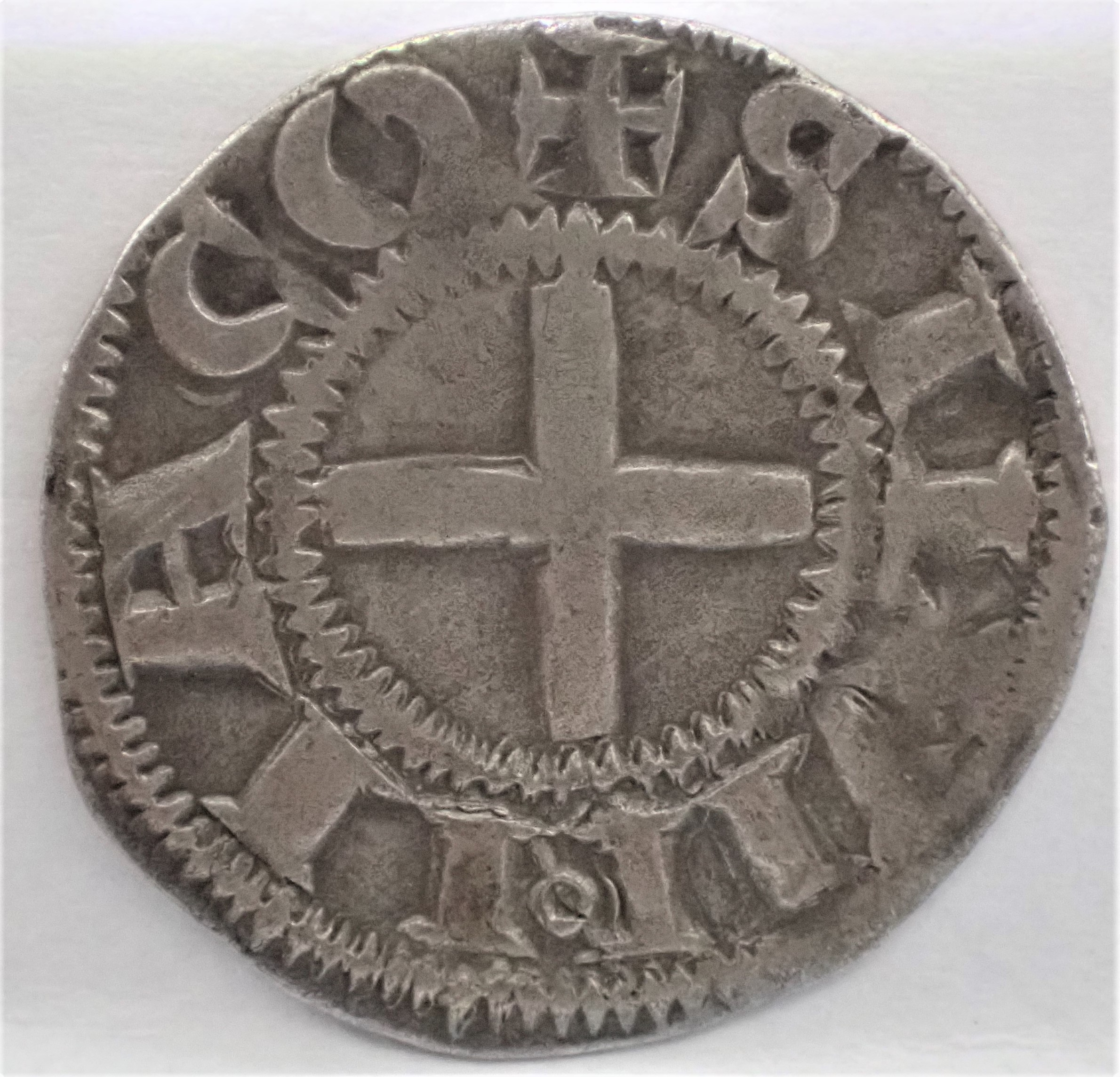
Revers des Denar aus Souvigny

König Philipp August und seine Nachfolger versuchten den Pariser Denier als allgemeine Standardmünze zu etablieren und ließen entsprechend die Legende FRANCO(RUM) auf diese Münzen prägen. Dieser Versuch blieb aber erfolglos.
Die zentrifugalen Kräfte in der Münzprägung verstärkten sich im Hochmittelalter noch. Immer mehr Münzstände, zu denen auch Abteien gehörten, prägten ihre eigenen Münzen und gestalteten diese nach ihren eigenen Vorstellungen. Zeitgleich fiel der reale Wert dieser Münzen. Anders als in Deutschland, wo der Münzgewinn über Verrufungen alter Münzen erzielt wurde, weisen französische Denare schon früher als in anderen Regionen einen fallenden Silbergehalt auf. Die schlechtesten Münzen dieser Zeit in Frankreich wurden in der Normandie in Umlauf gebracht.
Besonders in Innerfrankreich waren die Schutzheiligen einer Abtei oder Stadt als Porträt beliebt und diese Münzen wurden häufig geprägt. Das gilt beispielsweise auch für die sehr häufigen Denare der cluniazensischen Abtei Souvigny.

### Spätmittelalter

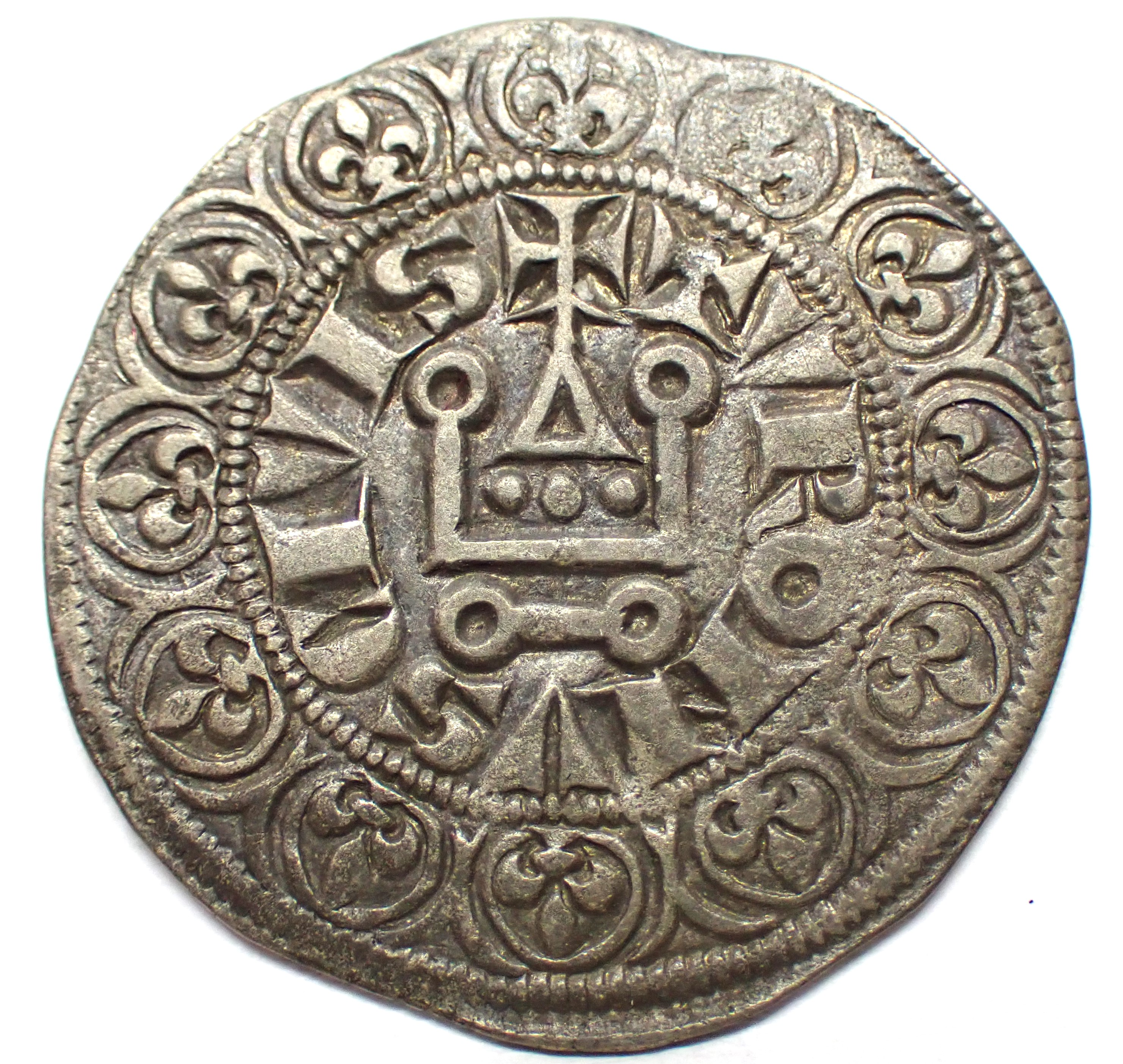
Gros tournois von Philipp IV. (Frankreich), Avers
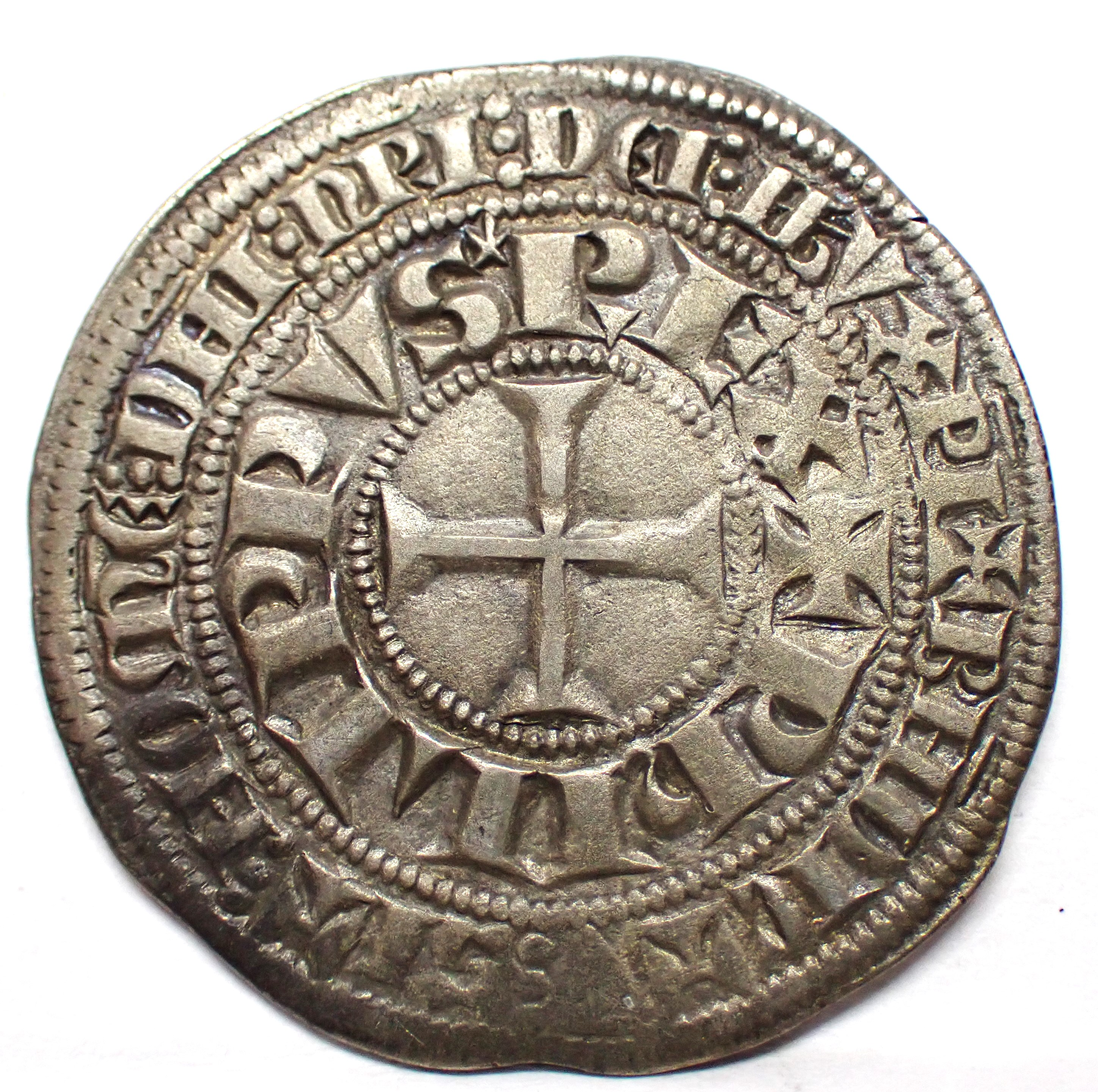
Gros tournois von Philipp IV. (Frankreich), Revers
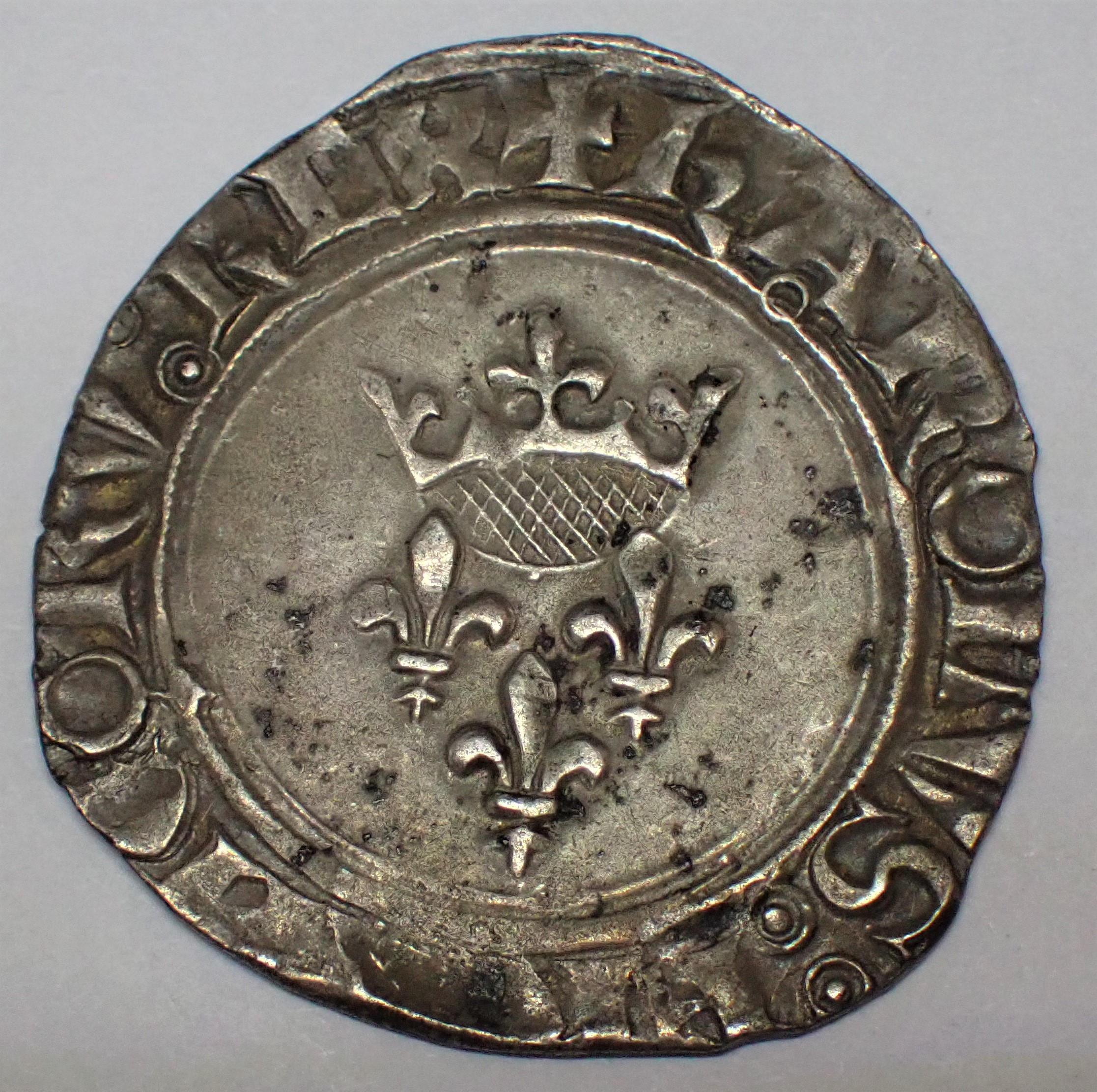
Gros von Karl VI. (1380–1422)
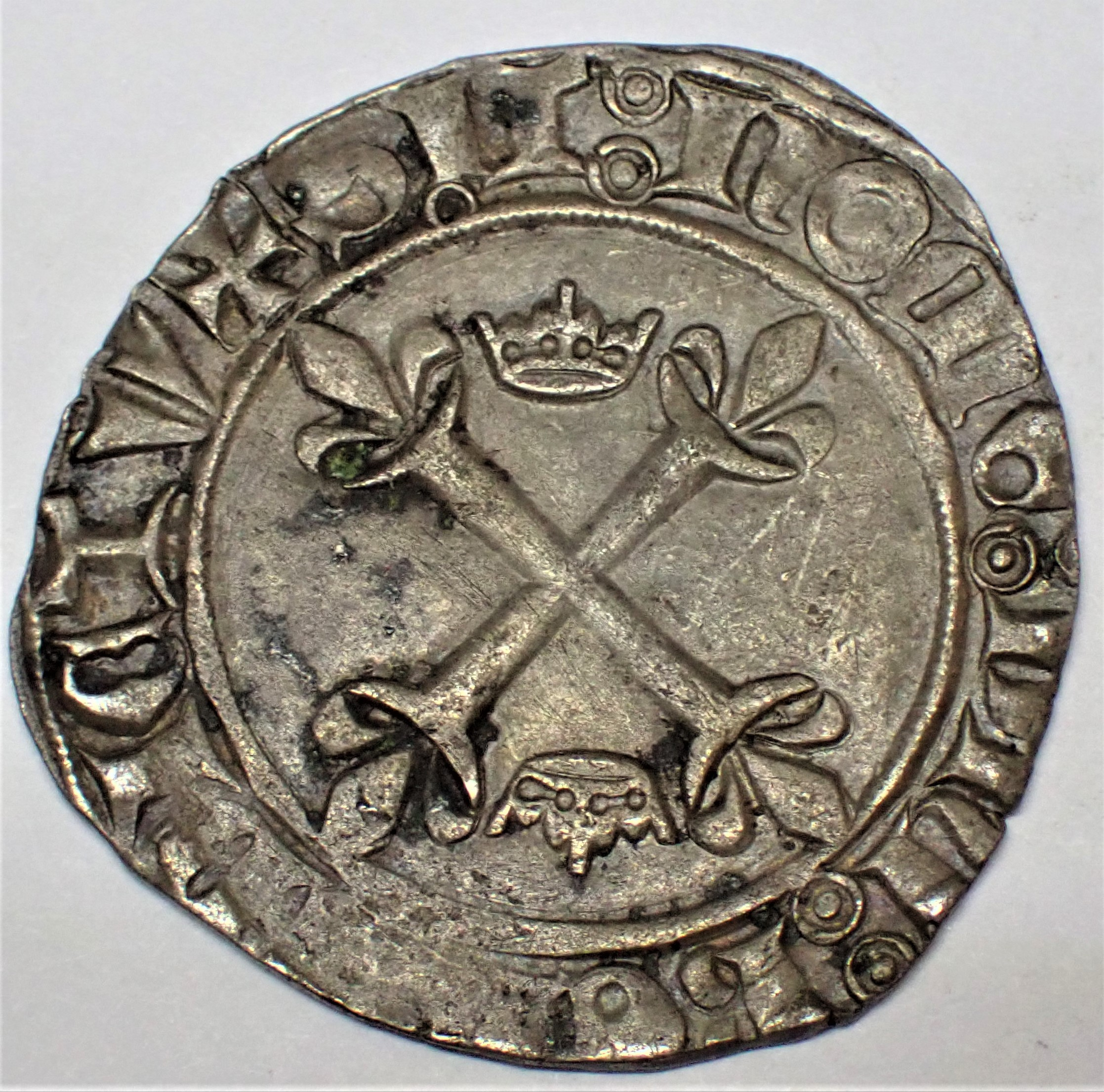
Gros von Karl VI., Revers

Nachdem im Hochmittelalter der Versuch von Ludwig VII. (reg. 1137–1180) den denier parisis als Standardmünze für ganz Frankreich durchzusetzen, am Widerstand der Feudalherren gescheitert war, hatte sein Nachfolger Philipp August (reg. 1180–1223) auf den denier tournois der Abtei S. Martin de Tours gesetzt. Der Denier tournois war zu dem Zeitpunkt bereits weitverbreitet und setzte sich unter den nächsten beiden Herrschern noch stärker durch. Diese Münze war schließlich so beliebt, dass er von den feudalen Münzherren häufig nachgeahmt wurde. Im Jahr 1262 gelang es Ludwig IX. (reg. 1226–1270) dann den Einstrom dieser Nachprägungen in sein Herrschaftsgebiet zu unterbinden und im Jahr 1266 den gros tournois im Wert von 12 Deniers als ausschließlich im königlichen Namen geprägte neue und größere Silbermünze zu etablieren. Seinen Wert zeigt diese Münze durch 12 Lilien im Außenkreis.
Die Münzreform Ludwigs IX. hatte auch Goldmünzen vorgesehen. Aber erst durch Philipp IV. wurde im Jahr 1296 mit dem Floren (grand florin) erfolgreich eine große Goldmünze eingeführt. Sie zeigte den mit einem Zepter in der Hand thronenden König auf der Rückseite. Dieses Motiv blieb bis zum Ende des Mittelalters unverändert.
Während des Hundertjährigen Krieges setzt sich dann eine neue Goldmünze durch: Der écu d’or, wegen des Motivs mit einem galoppierenden Ritter auch franc à cheval genannt, enthielt 3,89 Gramm Feingold. Mit dieser Münze taucht der Begriff des franc erstmals auf, geht aber später auf Silbermünzen über.
Zum ständig genutzten Umlauf gehörten diese Goldmünzen aber nicht und auch die Silbergroschen waren kein täglich genutztes Kleingeld. Dafür wurden die von den Feudalherren weiter geprägten kleinen Billonmünzen genutzt, das sogenannte schwarze Geld (monnaies noires), das so genannt wurde, weil diese Münzen auf Grund ihres geringen Silbergehalts schnell schwarz anliefen. Bei diesen Münzen handelte es ich eigentlich schon um Scheidemünzen, weil der tatsächliche Wert unterhalb des nominalen Wertes lag.

Im Jahr 1477

## Neuzeit

### Frühe Neuzeit
Die Besetzung Mailands durch französische Truppen wirkte sich geldgeschichtlich auf Frankreich aus, weil italienische Künstler nun französische Münzen mitgestalteten. Frankreich unter Ludwig XII. (reg 1498–1515) und andere Staaten prägten nun auch den testone nach italienischem Vorbild. Franz I. (reg. 1515–1547) nutzte die Testone und Halbtestone um sein Porträt in den verschiedenen Lebensphasen seiner Herrschaft im Zahlungsverkehr zu präsentieren. Die durch den enormen Gold- und Silberzufluss aus der Neuen Welt ermöglichten großen Prägezahlen führten ab 1520 zu großen Preissteigerungen in Spanien, die aber schnell auf Frankreich übersprangen. 1540 setzte Franz eine Münzreform durch, die zur Vereinheitlichung beitrug und für die 27 Münzstätten in Frankreich vorsah, dass den jeweiligen Münzen ein Kennbuchstabe aufgeprägt wurde. Die unter Heinrich II. (reg. 1547–1559) geprägten Goldmünzen, die henri d’or genannt wurden, wogen nur noch 3,6 Gramm. Kurzzeitig wurden für die Münzproduktion auch Maschinen eingesetzt, ab 1585 wurden Münzen aber wieder manuell hergestellt. Heinrich III. (reg. 1574–1589) ersetzte den Teston durch eine deutlich schwerere Silbermünze mit 14,188 Gramm, die in etwa dem deutschen Taler entsprach und auf die nun die Bezeichnung franc überging. Kleinmünzen wurden dagegen nur in Kupfer ausgeprägt und ersetzten die Billonmünzen, die zuletzt immer weniger Silber enthalten hatten. Sie waren die ersten französischen Scheidemünzen, also Münzen, deren Nennwert höher als ihr Materialwert war.

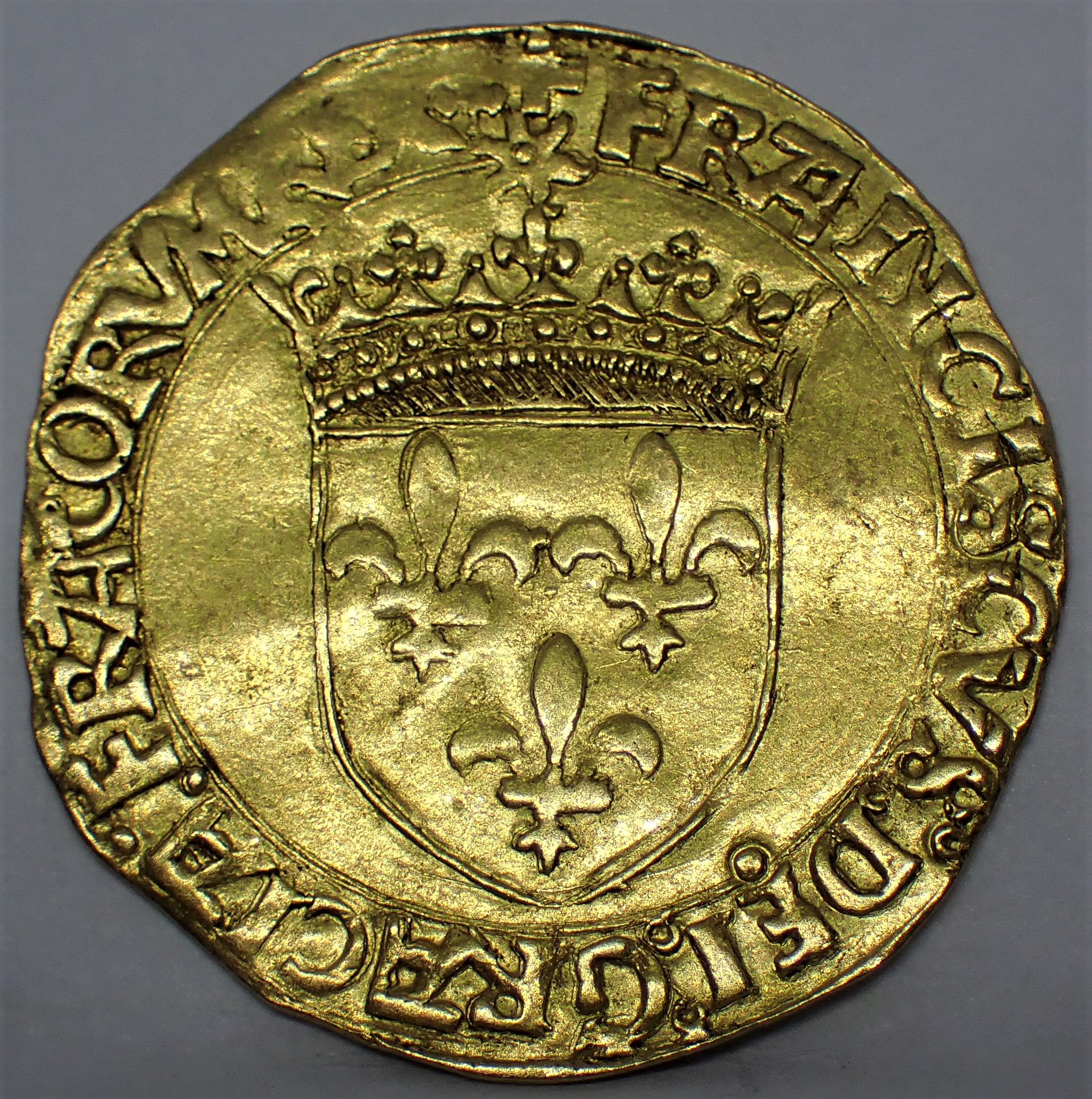
Ecu d’or au soleil, Franz I., Avers
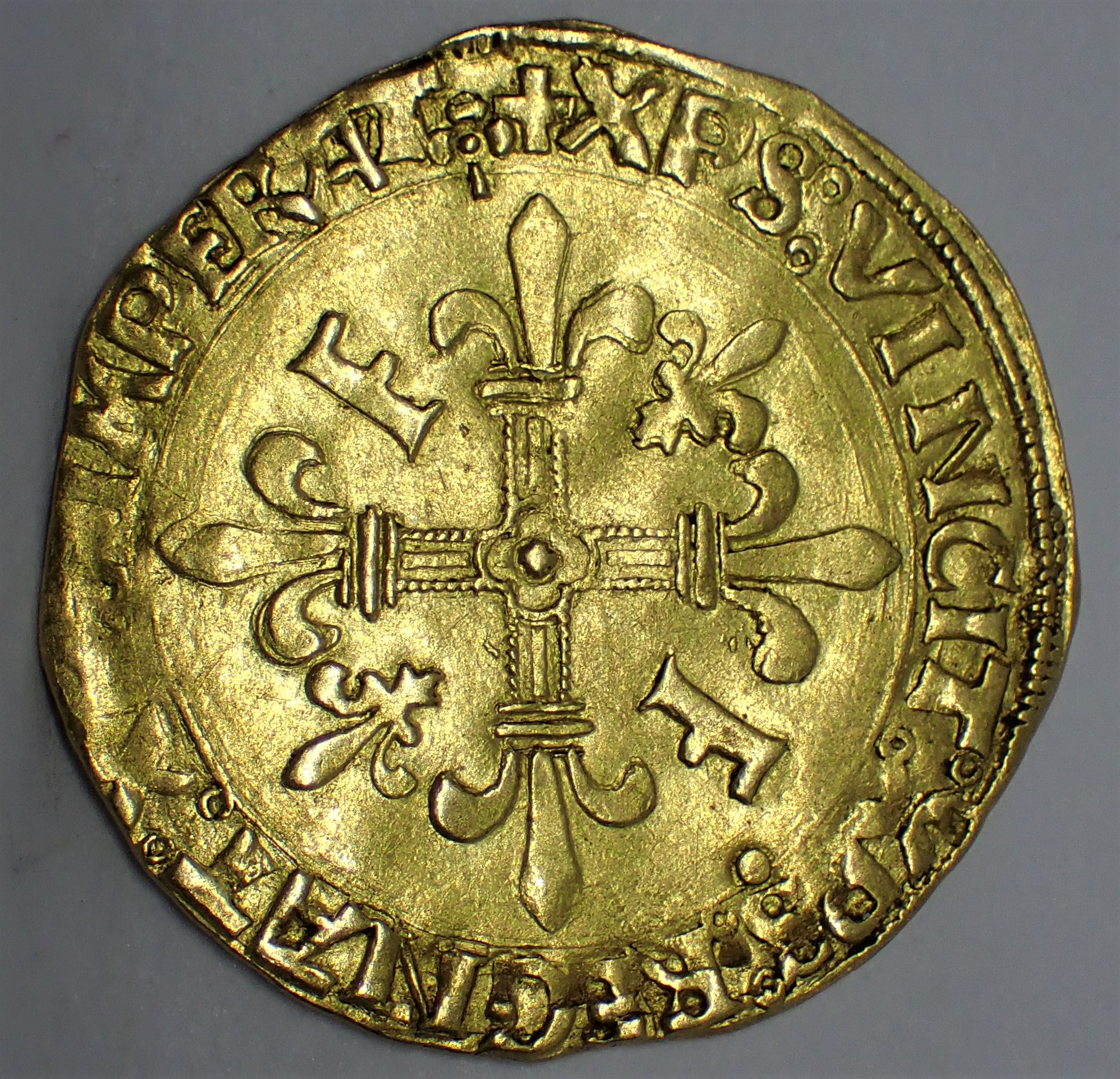
Ecu d’or au soleil, Franz I., Revers
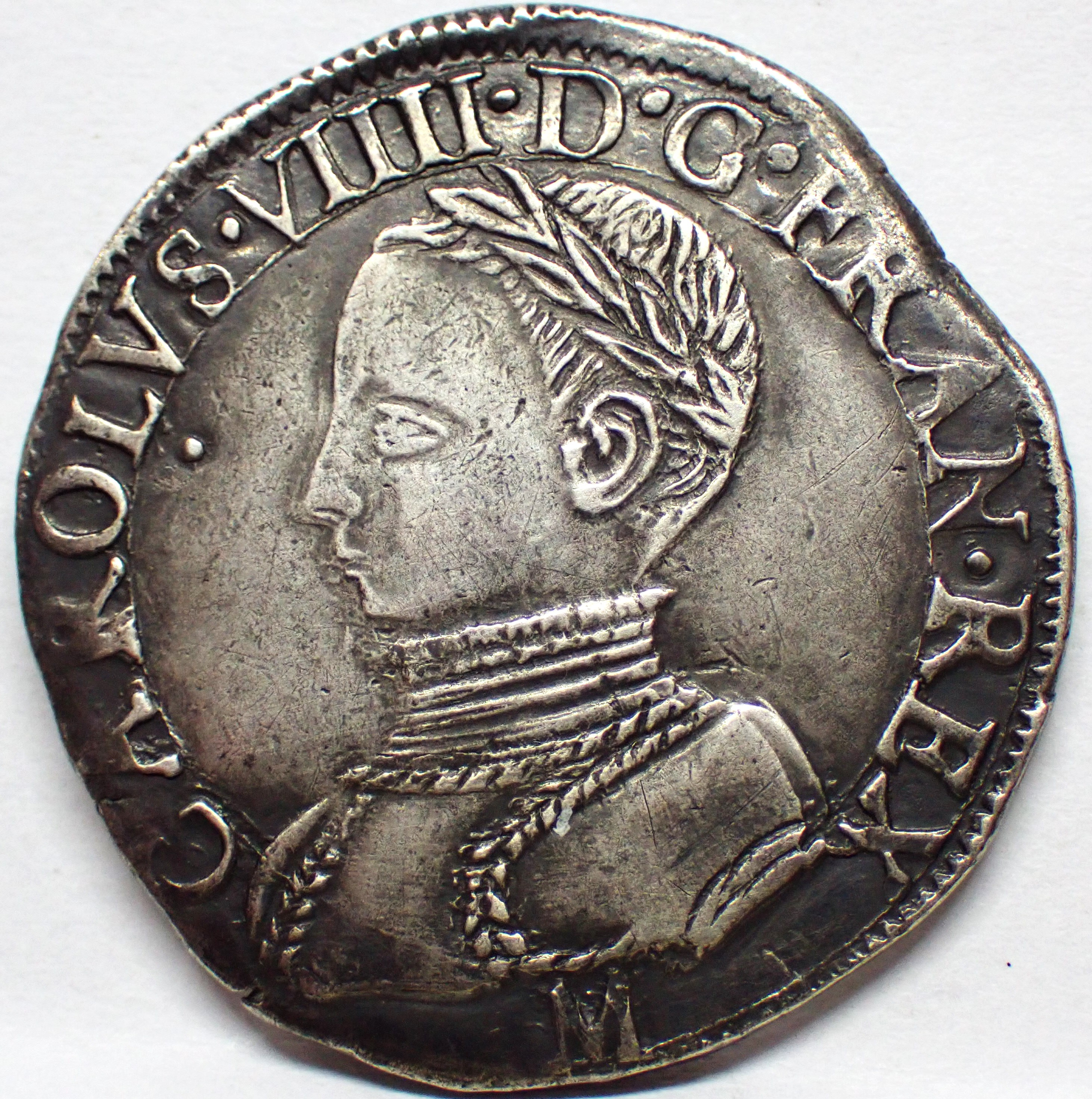
Teston für Karl IX. (Frankreich), geprägt 1562 in Toulose
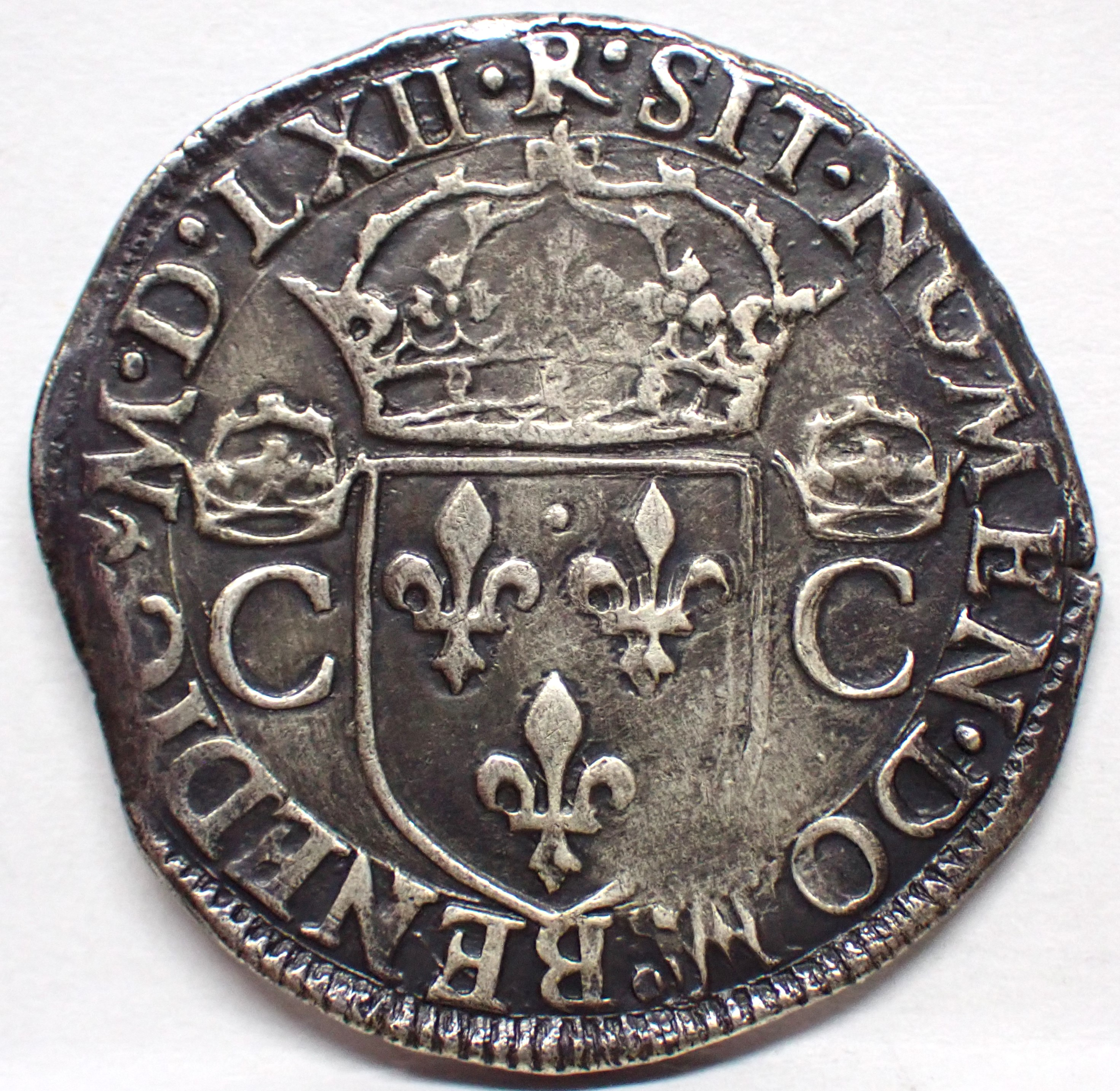
Teston für Karl IX. (Frankreich), Wertseite
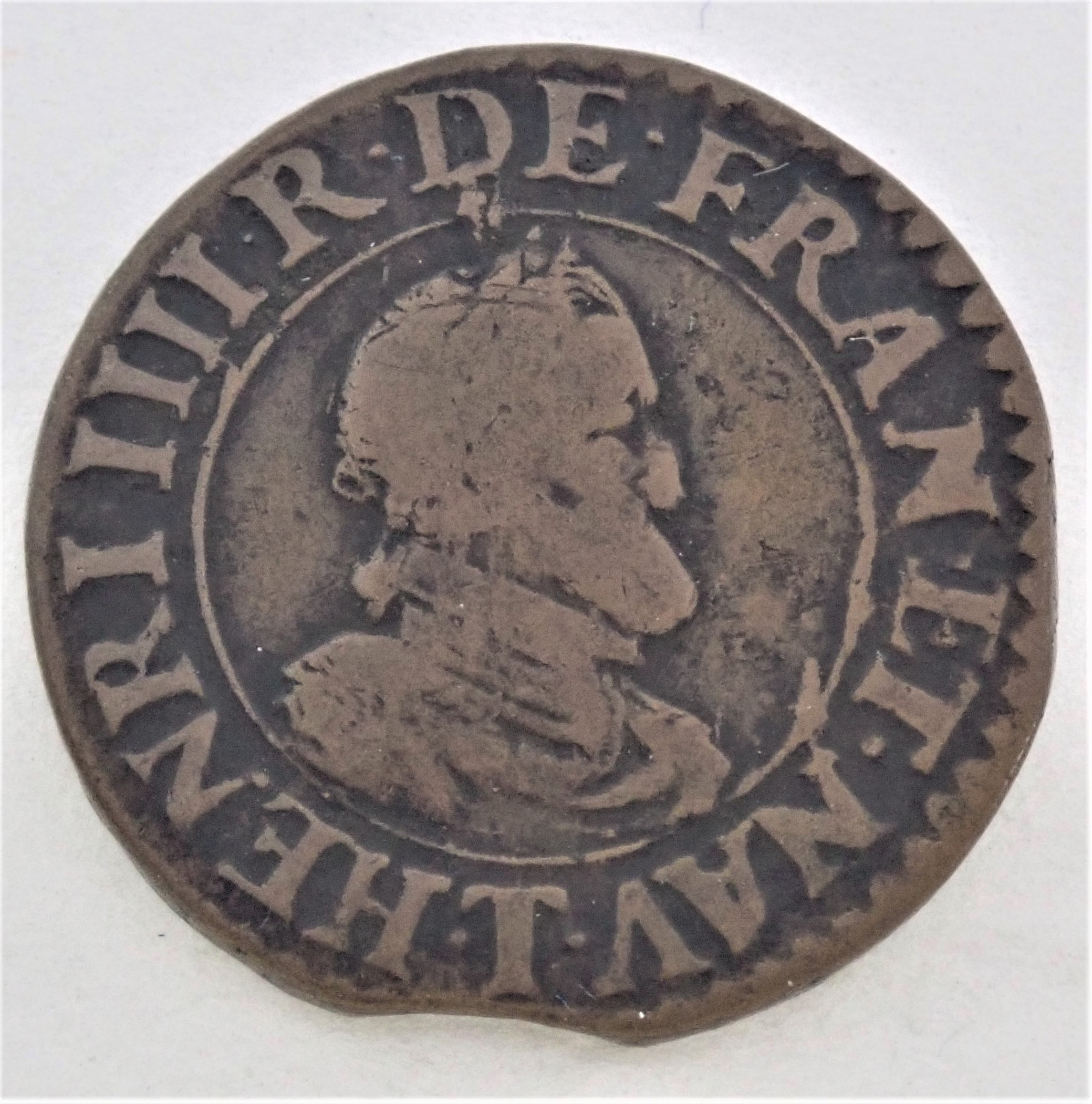
Kupfermünze (double tournois) mit Porträt Heinrichs IV. aus seinem Sterbejahr
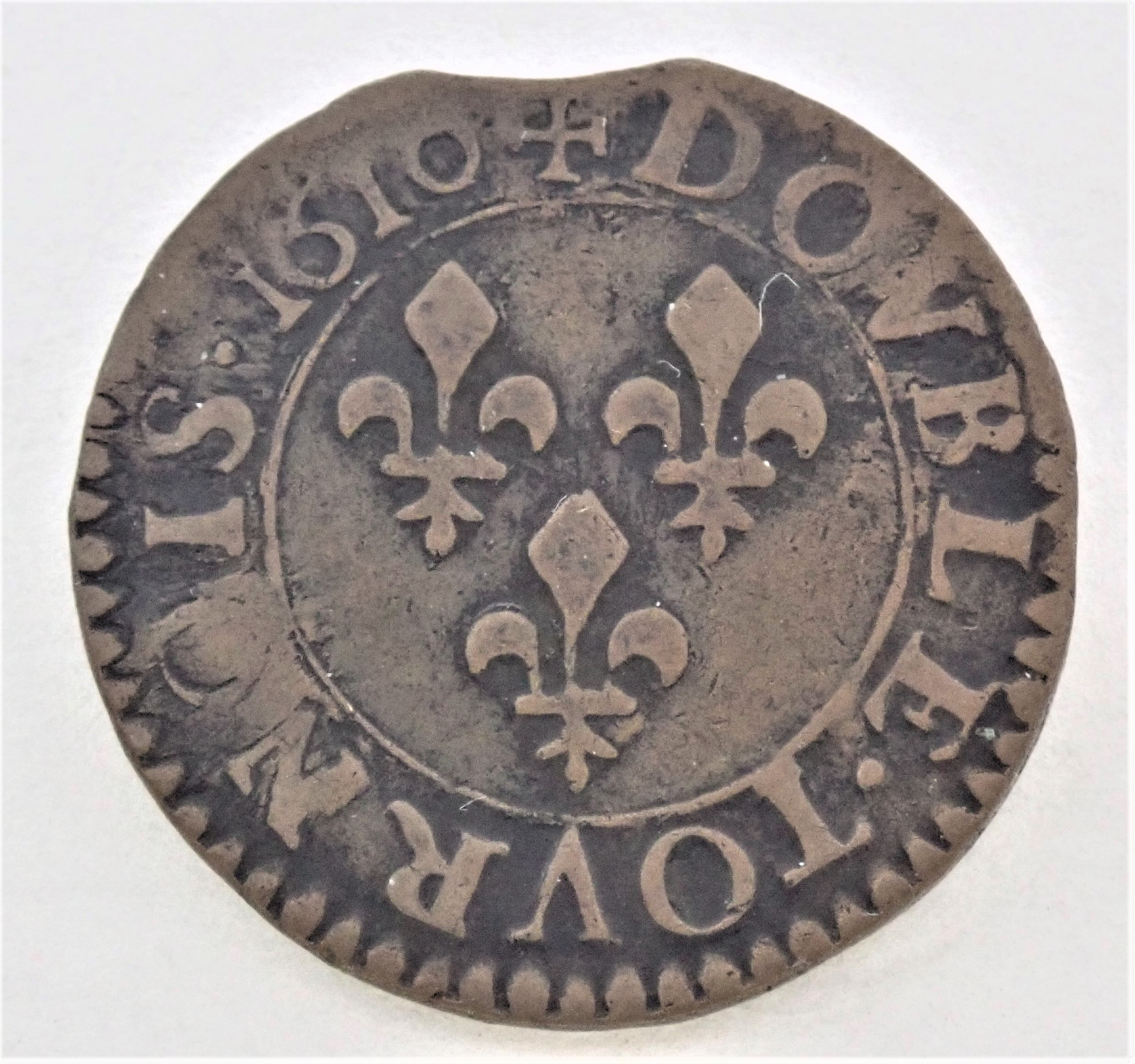
Rückseite der Kupfermünze (double tournois) Heinrichs IV. von 1610

### Absolutismus
Nachdem die Prägung des dem deutschen Taler entsprechenden Franc bald wieder aufgegeben worden war, folgte ab 1575 ein zweiter Versuch. Diesem folgte während der Regierungszeit von Ludwig XIII. (reg. 1610–1643) ab 1641 als große Hauptsilbermünze der ecu blanc oder louis d’argent galt 60 sols, später sous genannt, und der fast dem deutschen Taler entsprach. Der Pfälzische Erbfolgekrieg und der Spanische Erbfolgekrieg ruinierten die französischen Staatsfinanzen so sehr, dass zwischen 1689 und 1726 das französische Münzwesen neunmal reformiert werden musste. Dabei wurden die alten Münzen teilweise einfach nur überprägt. Erst 1726 konnte mit dem Écu eine neue große Silbermünze eingeführt werden, die auf Grund ihrer Gestaltung im deutschsprachigen Raum als Laubtaler bezeichnet wurde.

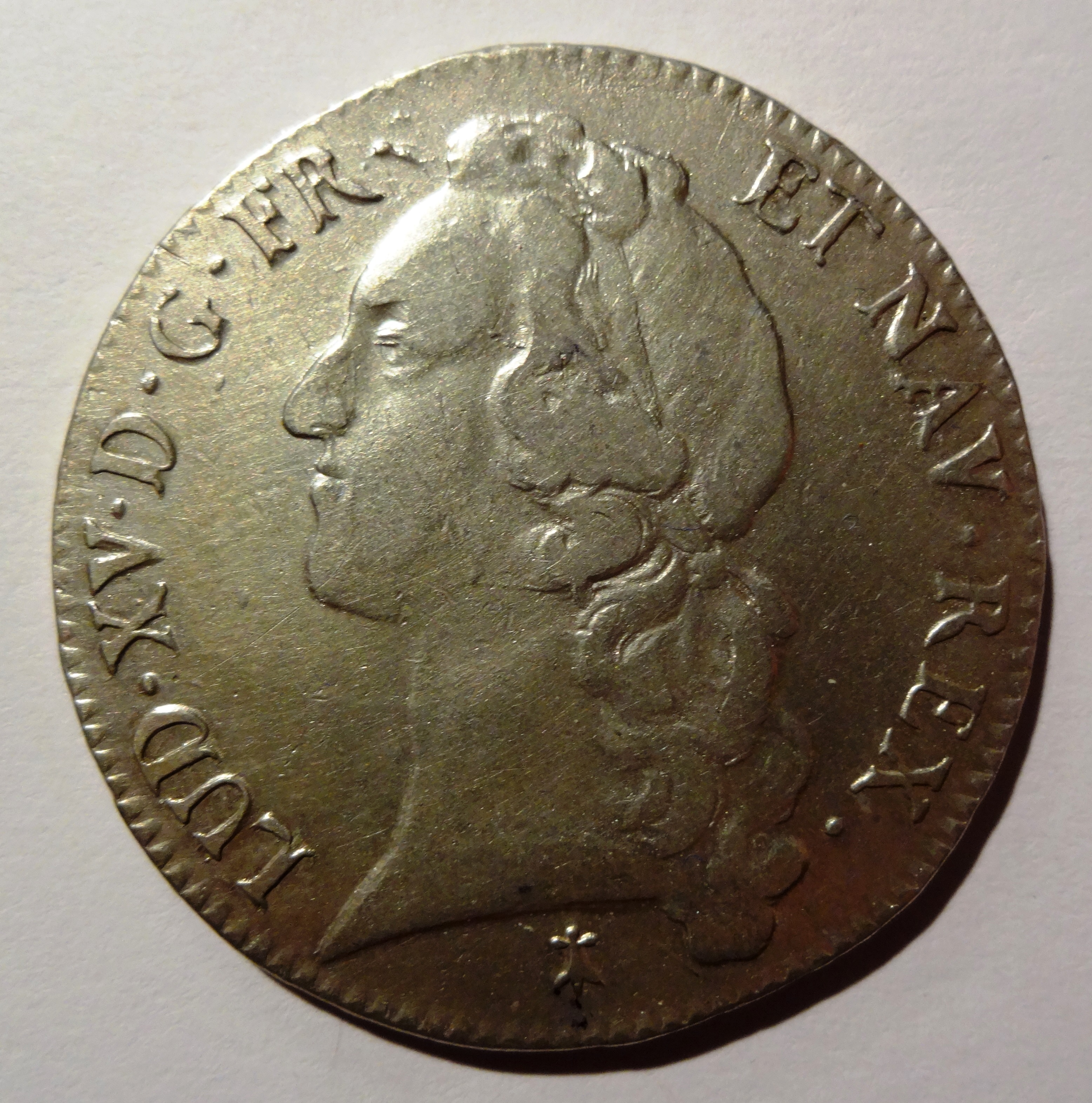
Porträtseite eines Ecu von Ludwig XV. aus dem Jahr 1735

Ludwig XIII. ließ seit 1640 mit dem louis d’or, der 6,75 Gramm Feingold enthielt, auch eine große Goldmünze prägen, die 10 livres entsprach. Bei seinem Sohn und Nachfolger Ludwig XIV. (reg. 1643–1715) trugen dann alle Gold- und Silbermünzen sein Porträt.

### Französische Revolution
1789 beginnt mit der Französischen Revolution ein tiefgreifend neuer Abschnitt der Geschichte. 1791 werden die neuen Münzen der „Verfassungsgebenden Periode“ geprägt.

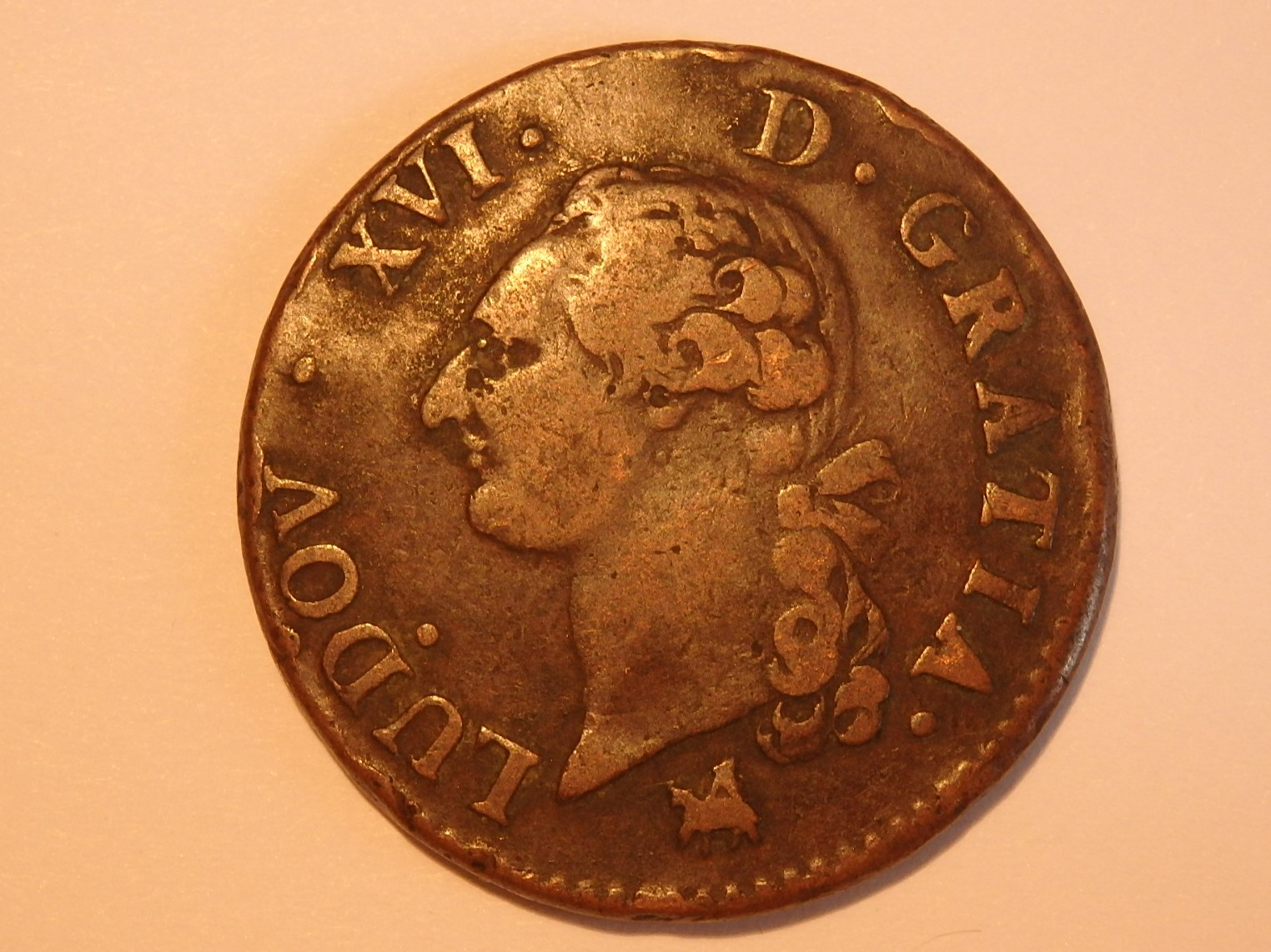
Ludwig XVI. auf Kupfermünze des Jahres 1791

Der Ecu entwickelte sich 1791 zum écu constitutionnel mit dem Porträt des Königs auf der einen Seite und dem Genius der Freiheit auf der anderen Seite. Die Kupfermünzen trugen nun den Slogan, „la nation, la loi, le roi“ („Die Nation, das Gesetz, der König“), die Nominalbezeichnung blieb zunächst der sou. 1795 wurde, als drittem Land nach den Beispielen aus Russland und den USA, das Dezimalsystem für die neuen Münzen eingeführt. Ein franc galt nun 10 décimes oder 100 centimes. Die christliche Zeitrechnung für die Jahreszahlen wichen der Zählung ab dem Jahr der Revolution. Statt dem Jahr 1795 wurde nun L’AN 4 (das Jahr 4) auf die Münzen geprägt. Die Umschrift lautete REPUBLIQUE FRANÇAISE. Geprägt wurden Kupfermünzen der Nominale 1 Centime und 5 Centimes, 1 Décime und 2 Décimes und große Silbermünzen im Wert von 5 Francs. Dieses 5 Francsstück mit dem Hercules auf der einen und der Nominalbezeichnung und der Umschrift REPUBLIQUE FRANCAISE auf der anderen Seite wurde in der Zweiten Republik 1848 und der Dritten Republik 1870 erneut geprägt.
Die Identifikation mit den Idealen der Französischen Revolution sprang auf andere Länder über. Das Dezimalsystem und auch die äußere Gestaltung der Münzen wurde schon früh von den kurzlebigen norditalienischen Republiken (siehe Italienische Münzgeschichte) und der ebenfalls kurzfristigen Mainzer Republik übernommen.

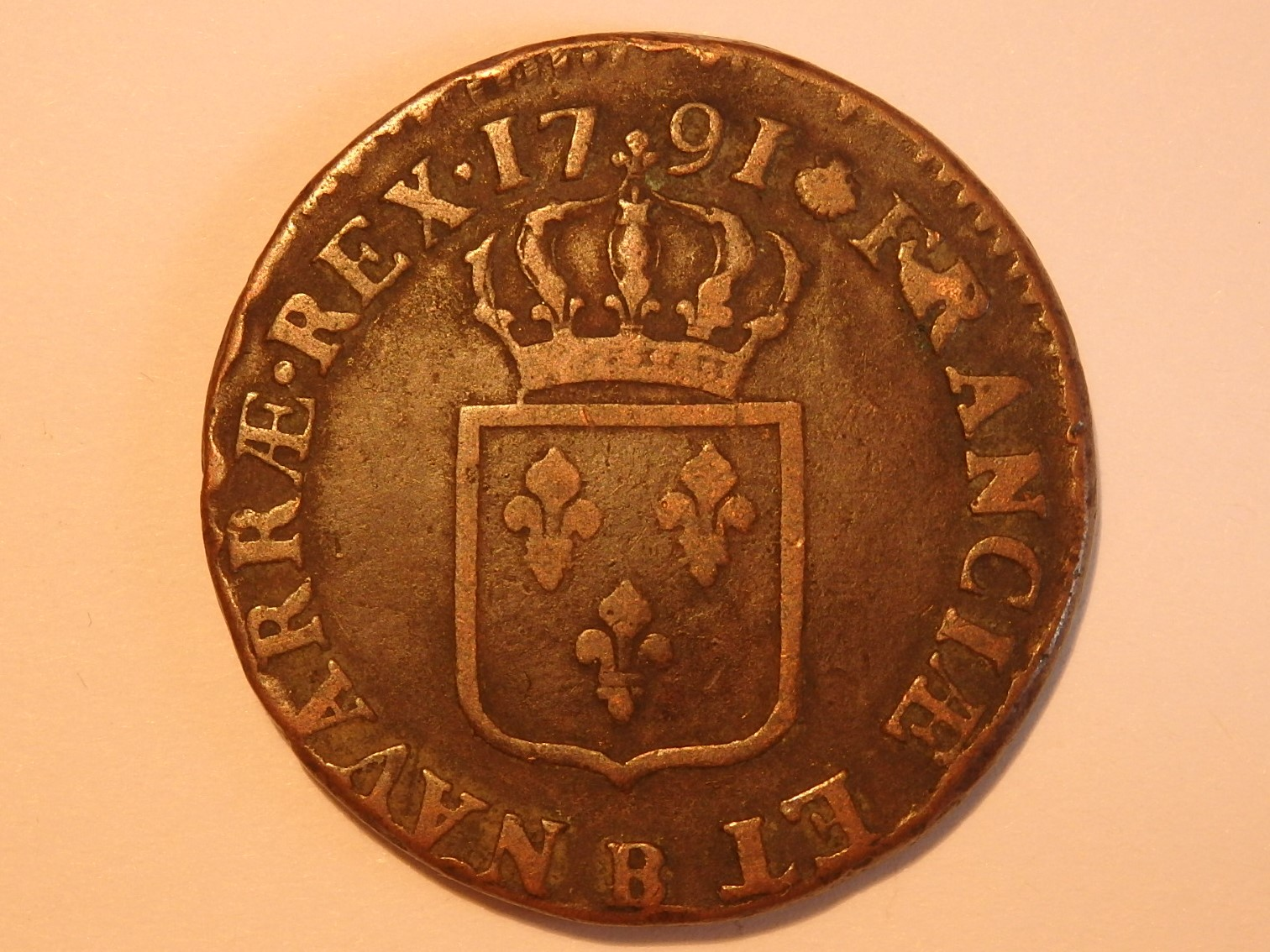
Ludwig XVI.

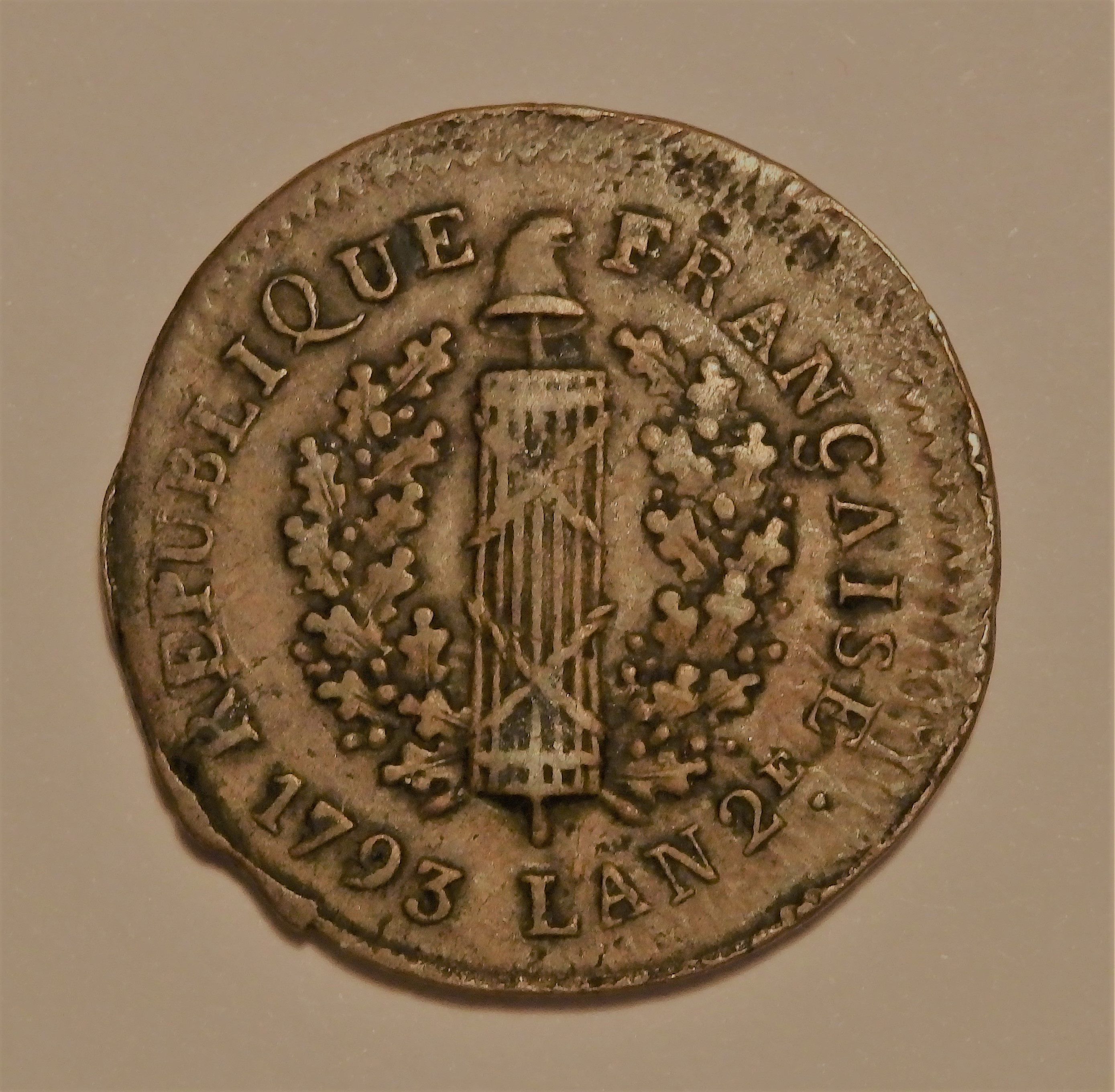
Mainzer Republik
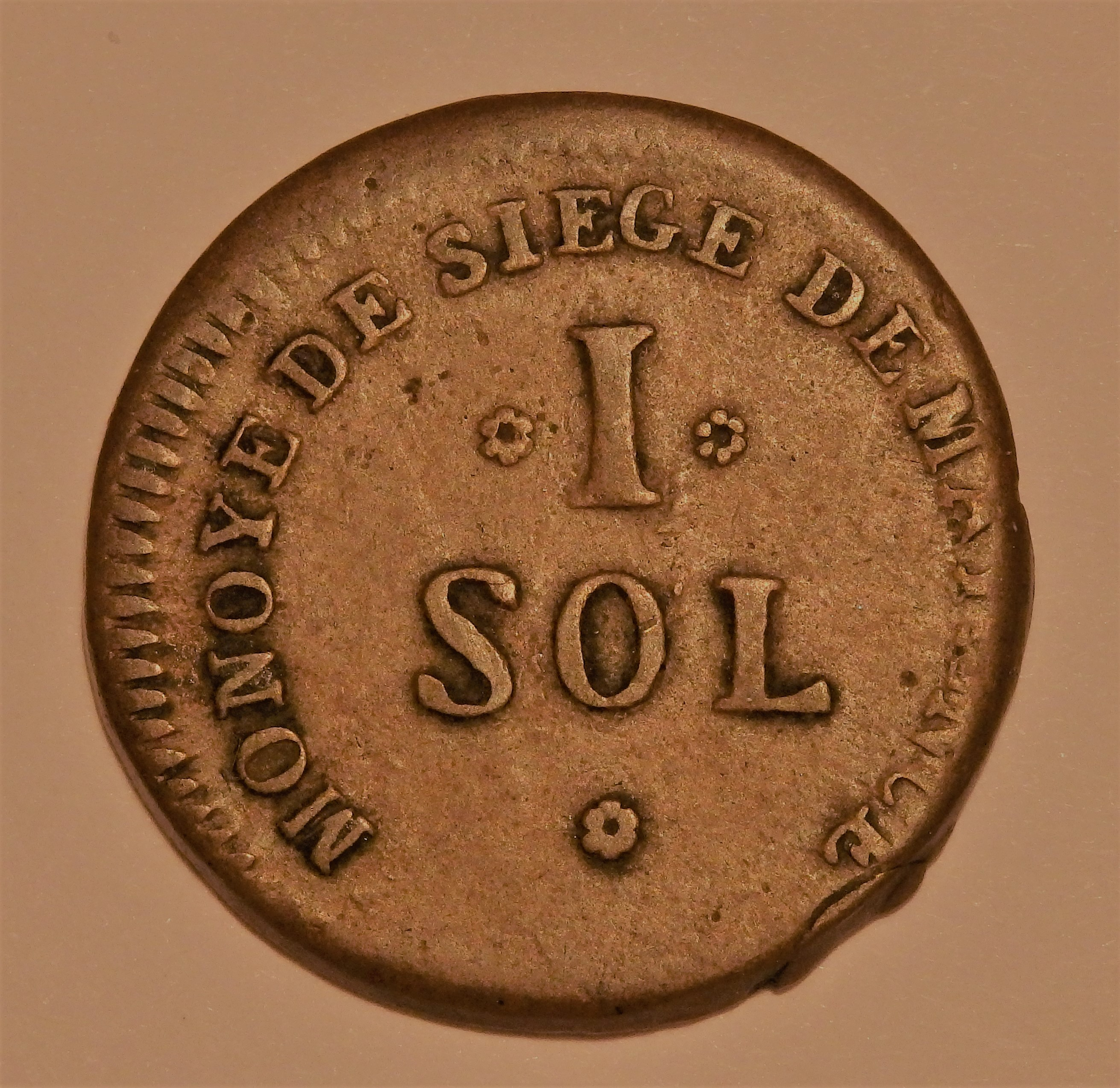
Mainzer Republik

### Napoleon
Die Münzprägungen Napoleons gliedern sich in verschiedene Perioden. Auf den ersten Münzen seiner Herrschaft wird er noch als PRE(MIER) CONSUL tituliert und die REPUBLIQUE FRANÇAISE als Staatsform benannt. Das Münzsystem baut weiter auf dem Franc auf, der auch als Halb- und Viertelstück ausgegeben wird, während seine Vielfachen als 2 und 5 Francs in Silber und 20 und 40 Francs in Gold (Napoléon d’or) ausgeprägt werden. Kupfermünzen wurden nicht geprägt.
Nach seiner Krönung zum Kaiser der Franzosen im Jahr 1804 verändert sich das Münzsystem nicht, aber die Titulatur ändert sich in NAPOLEON EMPEREUR, während die Umschrift REPUBLIQUE FRANÇAISE und die revolutionäre Zeitrechnung bis zum Jahr 14 beibehalten wird. Ab dem Jahr 1806 erfolgt die Abkehr von der revolutionären Zeitrechnung und die Rückkehr zur Angabe der christlichen Jahreszahlen. Als zusätzliche Nominal wird ab dem Jahr 1807 auch das 10 Centimesstück in Bronze ausgegeben.
Außerhalb des ordentlichen Systems wurden in den während der Napoleonischen Kriege belagerten Städten Antwerpen, Zadar, Cattoro und Straßburg auch sogenannte Belagerungsmünzen geprägt.

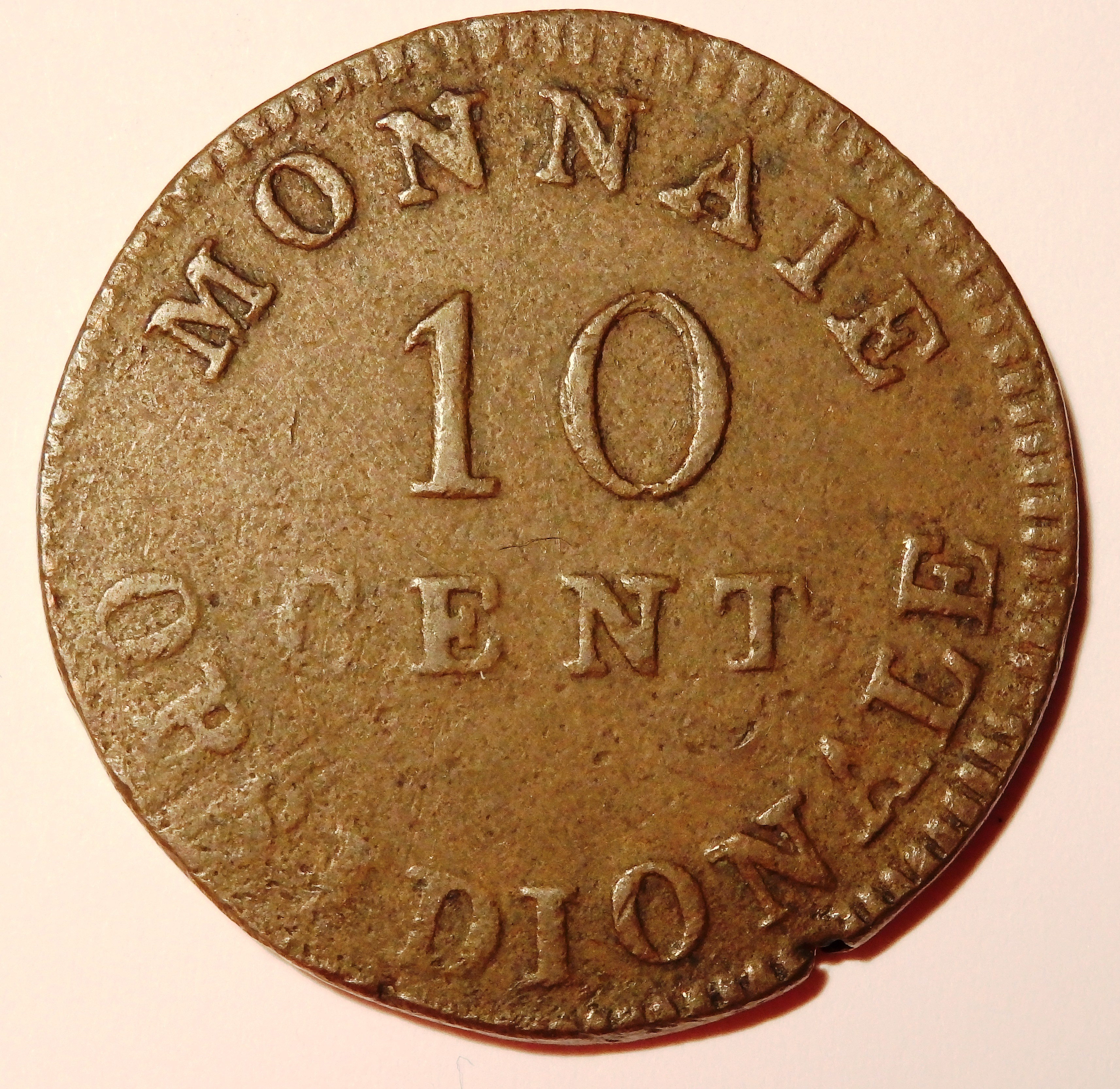
Belagerungsgeld (monnaie obsidionale), 10 Centimes (Cent) Rückseite der Bronzemünze.
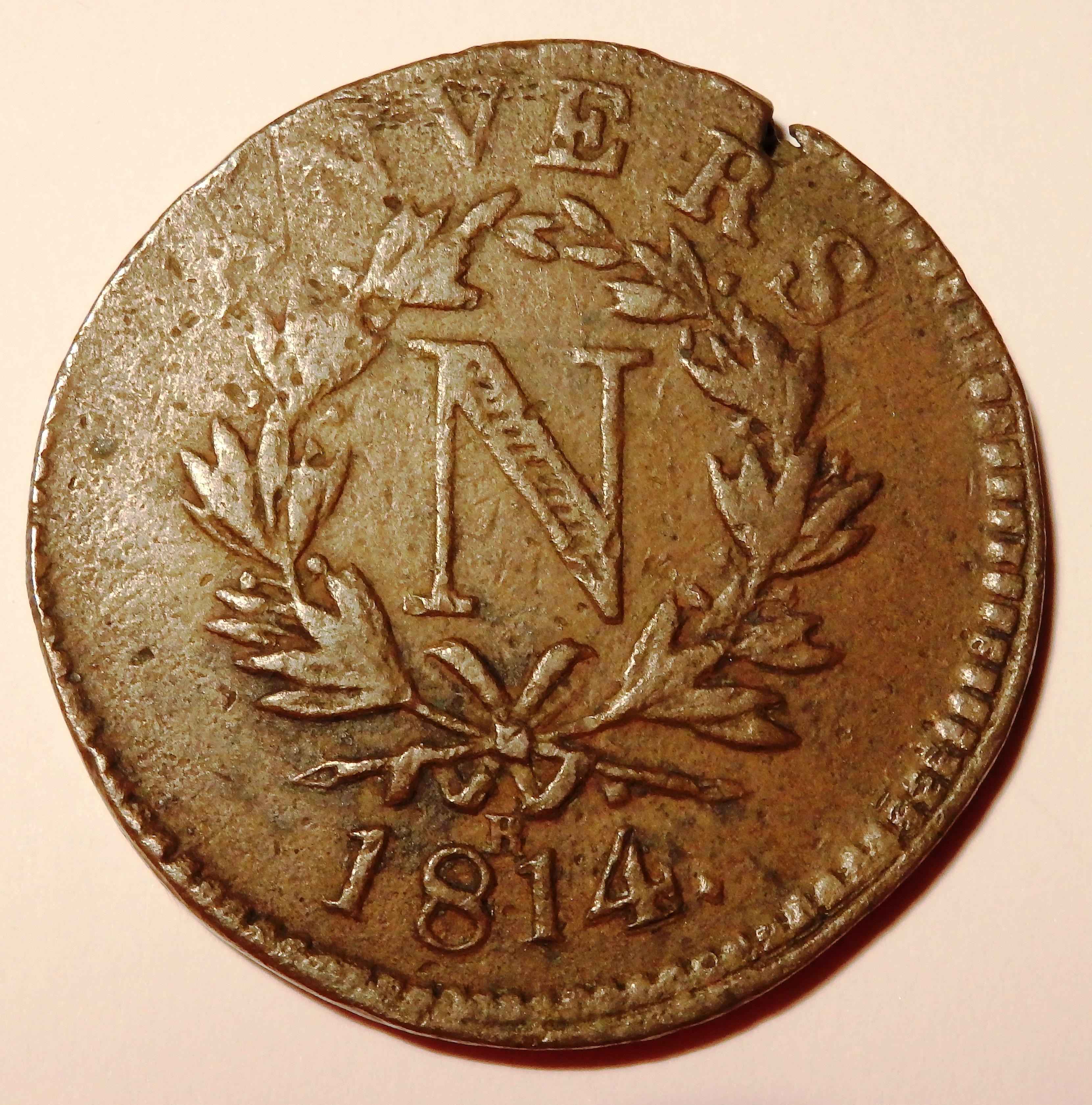
Vorderseite derselben Münze aus Antwerpen (Anvers) von 1814 mit N für Napoleon

### Erste Restauration, Herrschaft der Hundert Tage, Zweite Restauration
Nach dem vorübergehenden Sturz Napoleons, während der Ersten Restauration, ändert Ludwig XVI. nichts an dem Münzsystem, lässt aber auch nur zwei Nominale, nämlich 5 Francs in Silber und 20 Francs in Gold ausgeben, auf denen er als ROI DE FRANCE, als König Frankreichs, erscheint. Bereits nach einem Dreivierteljahr kehrt Napoleon für die Herrschaft der Hundert Tage zurück und lässt wie zuvor Nominale im Wert von 2, 5 und 20 Francs prägen. Nach dem endgültigen Sturz Napoleons, in der Zweiten Restauration, knüpft Ludwig XVI. und nach ihm sein Nachfolger Karl X. (reg. 1824–1830) an seinen vorherigen Planungen an, prägt aber nach napoleonischem Vorbild auch Halb- und Viertelfrancs, sowie als große Goldmünze auch 40 Francs.

### Louis Philippe
Die Juli-Monarchie unter Ludwig Philipp I. (reg. 1830–1848) bleibt ebenfalls ohne Änderungen für das Münzsystem, lässt sich aber als ROI DES FRANÇAISES, als König der Franzosen titulieren. Bis zu seinem Sturz 1848 lässt er keine Kleinmünzen herstellen, ersetzt den halben Franc aber durch ein 50 Centimesstück aus Silber.

### Zweite Republik
Erst die Zweite Republik (1848–1852) lässt auch wieder kleinere Nominale im Wert von 1 Centime in Bronze und 20 Centimes in Silber prägen. Neben diesen republikanischen Prägungen gibt es auch die personalisierten Prägungen von Ludwig Napoleon Bonaparte als Präsidenten der Republik mit seinem Porträt.

### Zweites Kaiserreich
1852 beendet Ludwig Napoleon Bonaparte (Napoleon III.) durch einen Staatsstreich die Republik und regiert nun als Kaiser. Das Münzsystem bleibt weiter unverändert, aber die Titulatur folgt mit EMPEREUR seinem Vorbild Napoleon I. Mit der Umschrift EMPIRE FRANÇAIS statt REPUBLIQUE FRANÇAISE geht er über ihn hinaus. Das Nominalsystem erweitert er um die Nominale 2 und 5 Centimes. Bei den Goldmünzen wird das 40 Francsstück abgeschafft und mit den neuen 50 und 100 Francsmünzen das Dezimalsystem konsequenter zu Grunde gelegt.
Das französische Münzsystem erwies sich über alle Herrschaftswechsel als so stabil, dass sich andere Staaten an dieses Münzsystem anlehnten und mit Frankreich die Lateinische Münzunion gründeten.

### Dritte Republik
In der Dritten Republik ab 1870 verschwanden die großen 50 und 100 Francsgoldmünzen wieder, ohne dass das 40 Francsstück wieder eingeführt wurde. Erst 1903 kam mit dem 25 Centimesstück und ab 1914 auch ein 10 Centimesstück, beide aus Nickel, eine Innovation in das französische Münzsystem.

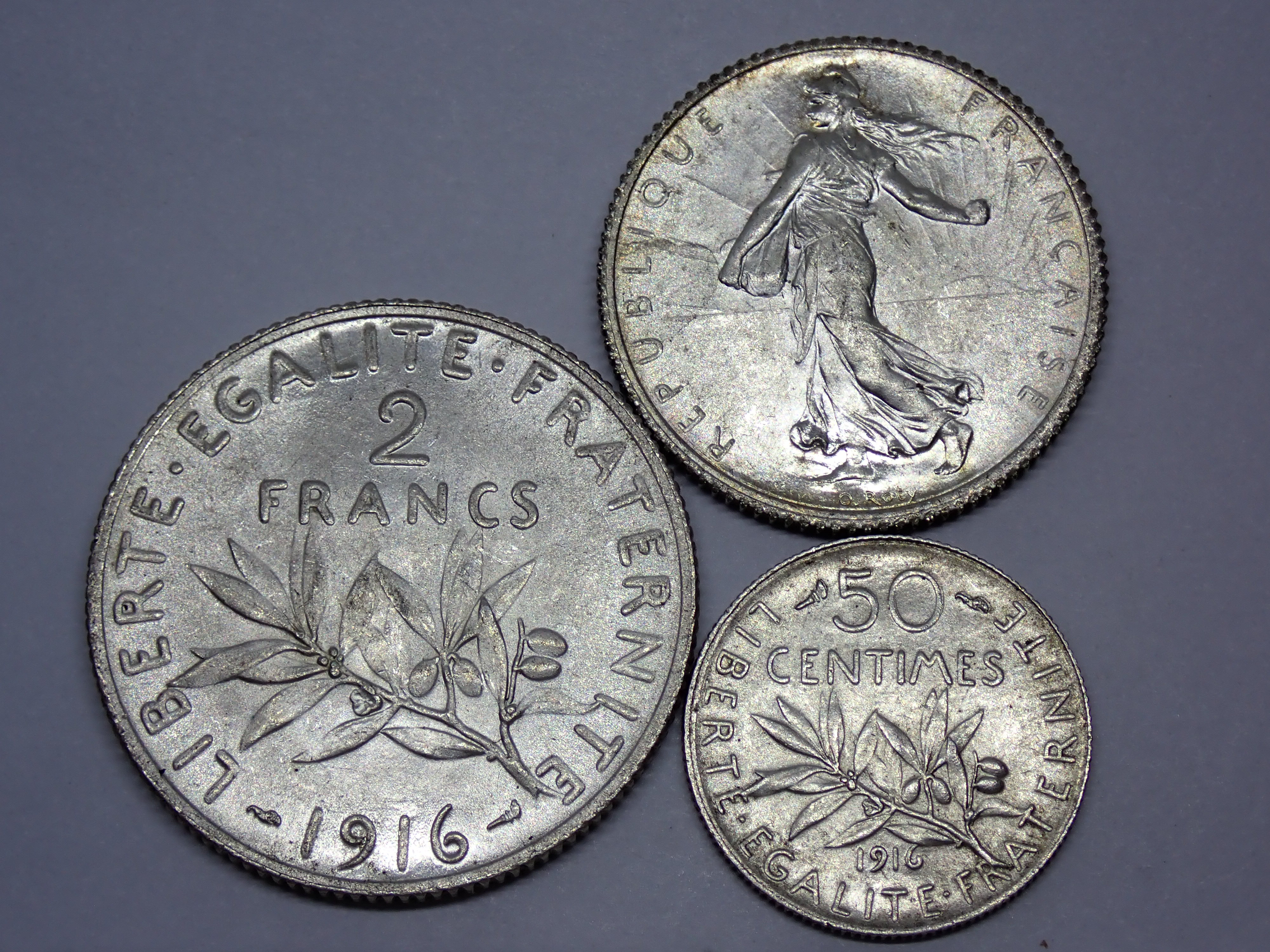
50 Centimes, 1- und 2-Francsmünzen während Erster Weltkrieg

Erst nach dem Ersten Weltkrieg wurden die durch die Kriegswirtschaft knapp und teuer gewordenen traditionellen Münzmetalle teilweise durch Aluminiumbronze- und ab 1938 auch durch reine Aluminiummünzen ersetzt.

### Zweiter Weltkrieg
Eine Besonderheit während des Zweiten Weltkrieges sind die Münzen des Vichy-Regime. Ihre Münzen sind durch das Motto TRAVAIL, FAMILLE, PATRIE (Arbeit, Familie, Vaterland) erkennbar. Die 10 und 20 Centimesmünzen sind aus Zink und Eisen, die 1 und 2 Francsmünzen aus Aluminium hergestellt. Das höchste Nominal von 5 Francs wurde auf Nickelbronzerohlinge geprägt.
Nur im Jahr 1944 prägten auch die Freien Französischen Streitkräfte ein Nominal im Wert von 2 Francs aus Messing.

### Provisorische Regierung und Vierte Republik
Die Nachkriegsprägungen von 10 und 20 Centimes wurden weiter auf Zink-, das 5 Francsstück auf Aluminium- und die 10 Francsstücke auf Kupfer-Nickel-Rohlingen geprägt. Erst ab 1950 wurde das Nominalsystem wieder erweitert, aber selbst die 20, 50 und 100 Francsstücke, vor allem wegen der starken Inflation, auf Aluminiumbronze- und Kupfernickelrohlinge geprägt.

### Fünfte Republik
In der Fünften Republik wurde eine Währungsreform durchgeführt und 100 alte Francs wurden auf einen neuen Francs umgestellt. Erstmals wurden auch wieder Silbermünzen, nämlich 5 Francs, hergestellt, die aber auf Grund der Silberteuerung ab dem Jahr 1970 durch Nickelmünzen ersetzt wurden. Bedeutend für den Zahlungsverkehr wurden nun auch 10 Francsmünzen aus Kupfer-Nickel.

### Einführung des Euro
Ein eigenständiges französisches Münzsystem endete spätestens im Jahr 2002, als die Euromünzen nicht nur als Rechnungsmünze, sondern auch mit realen Nominalen in den Zahlungsverkehr eingeführt wurden.